# Porsche 906
Der Porsche 906, offiziell vertrieben als Carrera 6, war ein Rennwagen der Porsche KG. Das ab Frühjahr 1966 ausgelieferte Coupé war eine Entwicklung auf Basis des bereits 1965 in der Europa-Bergmeisterschaft eingesetzten Porsche 906 Bergspyders und Nachfolger des Porsche 904.
1966 setzte das Werksteam den 906 in der Sportwagen-Weltmeisterschaft und in der Europa-Bergmeisterschaft ein, die Gerhard Mitter mit dem Wagen gewann. In der Markenweltmeisterschaft siegte Porsche in der 2-Liter-Prototypen- und 2-Liter-Sportwagen-Klasse.
Von 1967 bis 1971 fuhren nur noch private Teams den Porsche 906 in der Sportwagen-Weltmeisterschaft, Europa-Bergmeisterschaft und nationalen Meisterschaften.

## Allgemeines
Mit dem 904 Coupé trat Porsche ab 1964 in der Markenweltmeisterschaft und dem speziell umgebauten und leichten 904 Bergspyder in der Europa-Bergmeisterschaft an. Zur Mitte der Bergmeisterschaftssaison 1965 war der 904 Bergspyder dem Ferrari Dino 206P unterlegen. Um in der Sportwagenklasse der Europa-Bergmeisterschaft zukünftig Titelchancen zu wahren, musste ein neues konkurrenzfähiges Fahrzeug entwickelt werden. Der neue, noch 1965 fertiggestellte 906 Bergspyder konnte den Titelgewinn von Ludovico Scarfiotti und Ferrari nicht mehr verhindern, stellte jedoch die Ausgangsbasis für das unter Ferdinand Piëch völlig neu entwickelte 906-Coupé dar.
Der Porsche 906 sollte wie der 904 eine Homologation für die Sportwagenklasse der Sportwagen-Weltmeisterschaft erhalten. Daher mussten nach FIA-Reglement mindestens 50 Fahrzeuge des Typs verkauft werden. Vertrieben wurde der 906 als Carrera 6, da sich Peugeot dreistellige Zahlen mit einer Null in der Mitte als Namen für Straßenfahrzeuge hatte schützen lassen.
Kunden konnten den Wagen, der eine Zulassung für den öffentlichen Straßenverkehr hatte, für 45.000 DM ab Werk erwerben. Wegen der hohen Nachfrage wurden nach den vorgesehenen 50 Fahrzeugen noch weitere 15 Exemplare produziert.

## Modellentwicklung

### 906 Bergspyder (1965–1966)

#### Karosserie

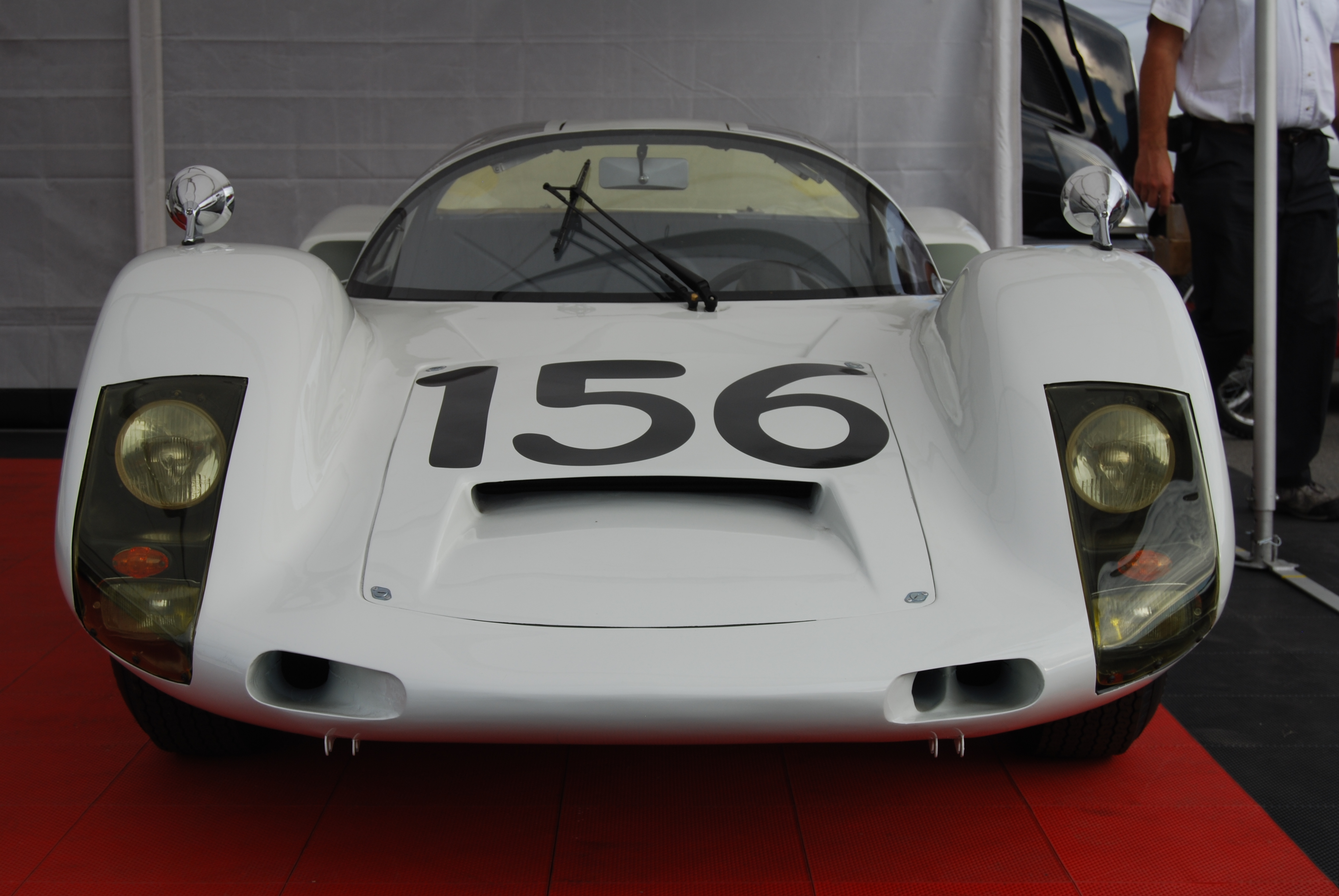
Frontansicht eines Porsche 906

Der 906 Bergspyder war der Nachfolger des 904 Bergspyders, der wegen seines Fahrverhaltens auch „Känguru“ genannt wurde. Statt eines Stahlkastenrahmens hatte der 906 einen leichteren Gitterrohrrahmen, über dem eine leichte strömungsgünstige Kunststoffhaut montiert war. Das Chassis hatte die Nummer 906 010.
Erstmals eingesetzt wurde der Spyder mit dieser Karosserie 1965 beim Bergrennen Ollon-Villars. Im folgenden Jahr bauten die Entwickler den Rennwagen zum Coupé um. Das Coupé wies bereits die grundlegenden Designelemente wie die Flügeltüren und die Plexiglashaube über dem Motor des späteren Serien-906 auf. Das Leergewicht des leichten Rennwagens betrug zuletzt 488 kg.

#### Fahrwerk
Um den Bergspyder noch in der Bergmeisterschaftssaison 1965 fertigstellen zu können, erwarb Porsche bei Lotus in England ein komplettes Formel-1-Fahrwerk. Dazu gehörten die Radträger und 13-Zoll-Leichtmetallräder mit Zentralverschluss, die die ursprünglichen, noch vom 904 Bergspyder stammenden 15-Zoll-Stahlräder mit den Reifen in den Dimensionen 5.50/15.00-15 vorne und 6.00/15.00-15 hinten ersetzten.

#### Motor und Getriebe
Vom Vorgänger wurde der luftgekühlte 2-Liter-Achtzylinder-Boxermotor Typ 771 übernommen. Die Gemischaufbereitung erfolgte über eine Bosch-Einspritzanlage. Je zwei mit Königswelle angetriebene Nockenwellen pro Zylinderreihe steuerten die Ventile. Der Motor leistete bei einer Verdichtung von 10,5 : 1 maximal 191 kW (260 PS) bei 8800/min.
Mit dem Fünfgangschaltgetriebe des Typs 906 erreichte der Wagen eine Höchstgeschwindigkeit von etwa 260 km/h.

### 906 Coupé (1966)

#### Karosserie
Das 906 Coupé wurde auf Basis des 906 Bergspyders entwickelt. Der Stahl-Gitterrohrrahmen war nicht nur tragendes Element, sondern diente zusätzlich als Ölleitungssystem. In einigen Rohren wurde das Motoröl vom Motor zum Ölkühler und wieder zurück geleitet, um Gewicht einzusparen, das zusätzliche Leitungen verursacht hätten. Über dem Gitterrohrrahmen war eine aerodynamisch gestaltete Kunststoffkarosserie montiert. Das nur 980 mm hohe Coupé hatte eine weit nach unten und vorne gezogene Front, in der die Scheinwerfer und Blinker hinter einer durchsichtigen Kunststoffscheibe eingelassen waren. Bei einigen Modellen wurden vorne links und rechts kleine Stömungsabweiser montiert, um den Druck unter dem Fahrzeug zu senken und dadurch die Bodenhaftung zu erhöhen.
Der zweisitzigen Wagen hatte einen Gitterrohrrahmen. Dieser Rahmen mit seinen nach unten begrenzten Türausschnitten bedingte weit ins Dach reichende, nach oben öffnende Flügeltüren, um  einsteigen zu können. Der Motor lag als Mittelmotor unmittelbar hinter dem Cockpit und wurde von einer gelben durchsichtigen, mit Lüftungsschlitzen versehenen Plexiglasscheibe abgedeckt, die von der Dachkante bündig zum Heck abfiel. Das Heck endete in sogenannter K-Form und konnte komplett nach hinten aufgeklappt werden, um an den Motor und an das Getriebe zu gelangen.
Für Rennstrecken, die lange Geraden enthielten und hohe Geschwindigkeiten ermöglichten, konstruierten die Entwickler eine Langheckversion. Diese Fahrzeuge erreichten durch einen gegenüber dem Standard-Coupé verringerten Luftwiderstand höhere Endgeschwindigkeiten. Die Langheckversion hatte außer dem verlängerten Heck eine verlängerte und etwas tiefer herabgezogene Front. Der Gruppe-4-Rennwagen hatte ein Leergewicht von 675 kg in der Standard-Version und ein etwas höheres Gewicht von 710 kg in der Langheckausführung.

#### Fahrwerk

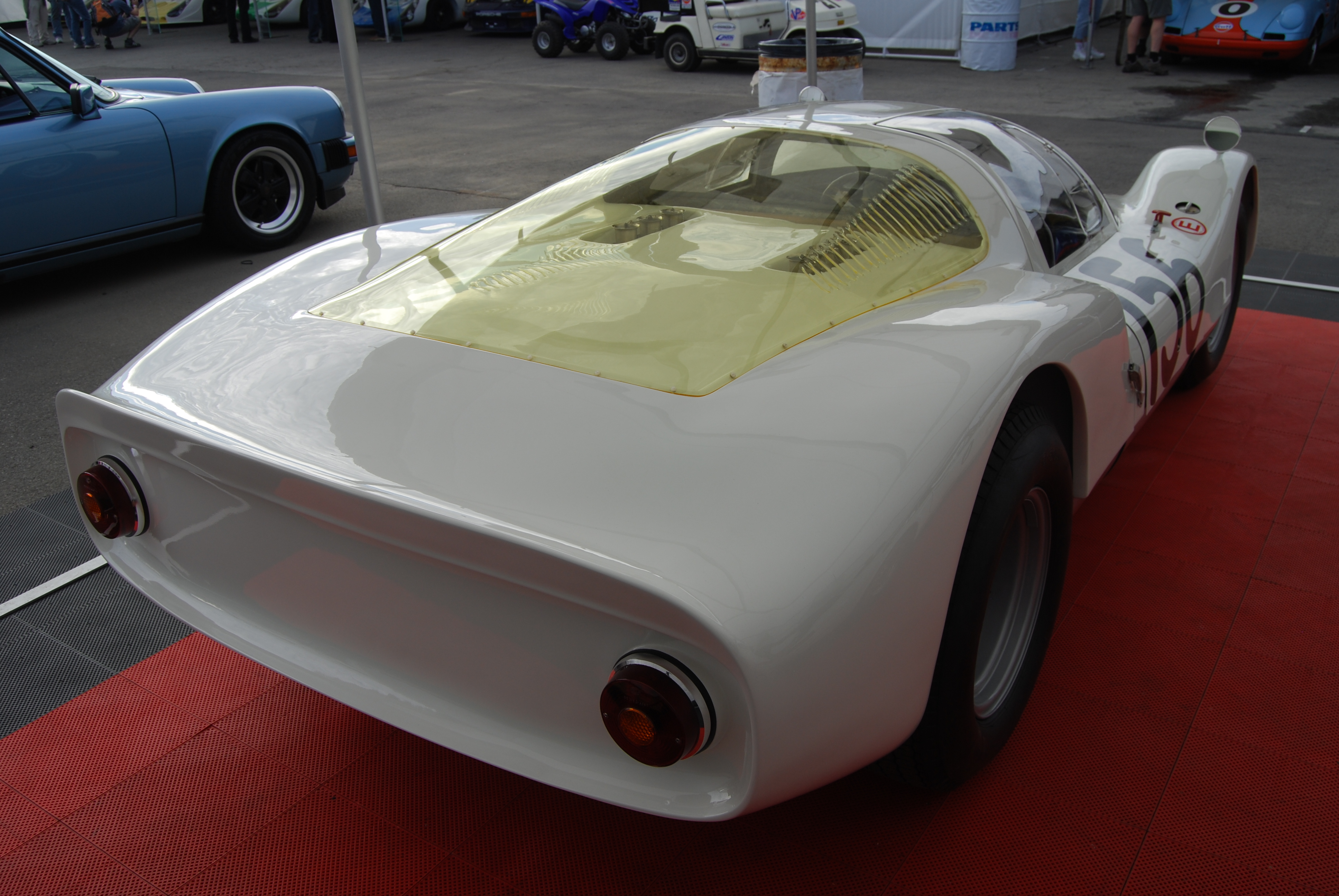
Heckansicht eines Porsche 906

Das Fahrwerk wurde zu großen Teilen vom Porsche 904/6 übernommen: einzeln aufgehängte Räder an doppelten schräg gestellten, invertierten Dreiecksquerlenkern und Längslenkern hinten, an Doppelquerlenkern vorn und an allen Rädern Schraubenfedern und Teleskopstoßdämpfer.
Hinzu kamen Stabilisatoren vorn 16 mm stark und hinten 15 mm. Zur Verbesserung des Fahrverhaltens waren die Querlenker und Stabilisatoren in Metall statt in Gummi gelagert.
Aus Kostengründen verwendeten die Entwickler die Zweikreis-Bremsanlage und die Bereifung des 904/6. Durch die in einem vorderen und hinteren Bremskreis getrennt angesprochenen Scheibenbremsen wurde ein kompletter Ausfall der Bremsen vermieden und eine Anpassung der Bremswirkung an die Streckenbedürfnisse ermöglicht.
Die 15-Zoll-Fünfloch-Stahlräder waren relativ schwer und hatten vorne die Größe 7J × 15 mit 5.50/15.00-15-Rennreifen und hinten 9J × 15 mit 6.00/15.00-15-Rennreifen.
Die Prototypen, die Porsche selbst in Rennen einsetzte, waren leichter als die von den Kunden erworbenen Standard-906 und hatten bessere Fahrwerke. So wurden einige Fahrwerksteile wie die Achsschenkel aus leichtem Titan anstelle von Stahl hergestellt. Die Bremsscheiben waren bei einigen Rennwagen aus dem sehr leichten Beryllium wodurch sich das Leergewicht gegenüber Gusseisen-Bremsscheiben um einige Kilogramm verringerte.

#### Motor und Getriebe

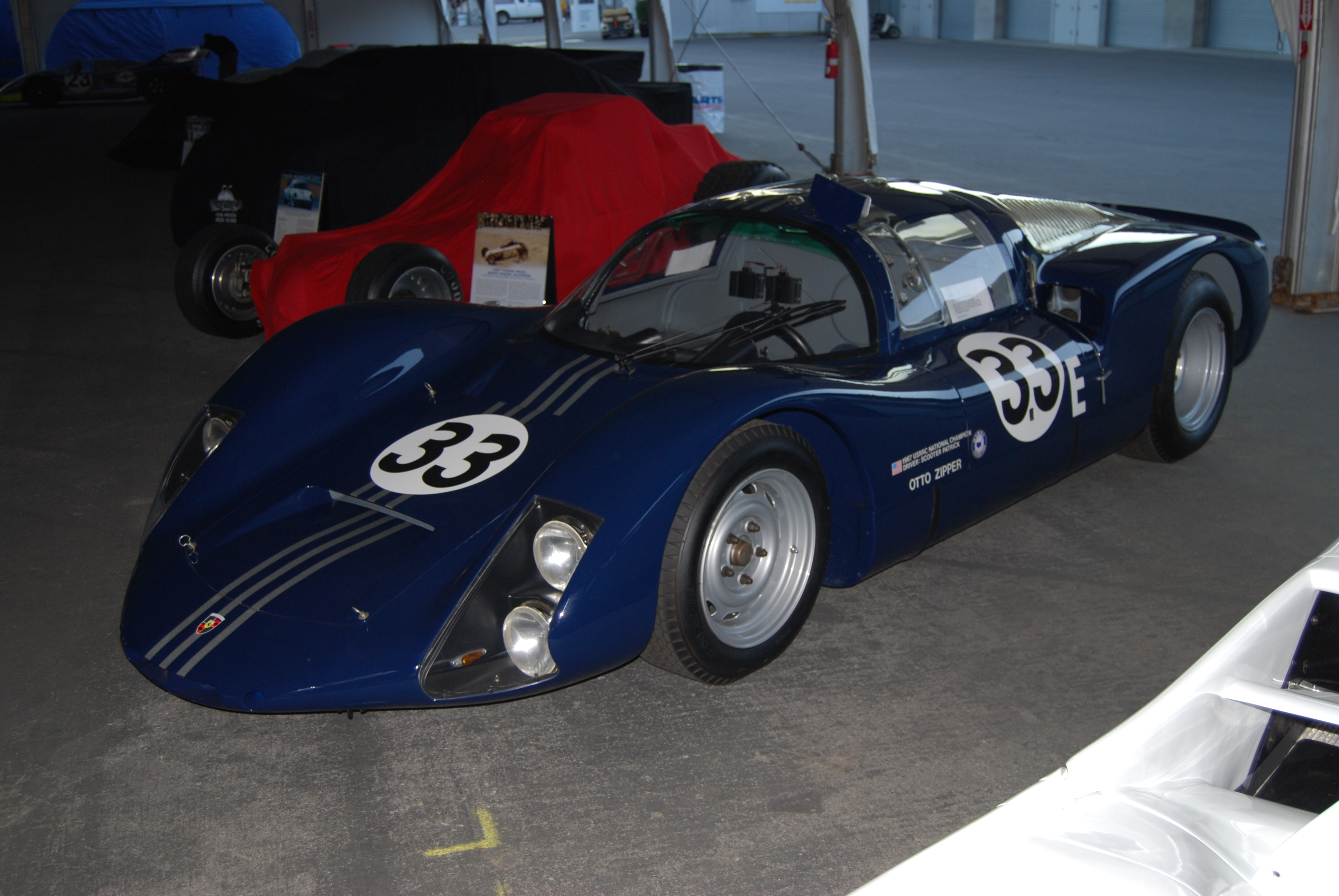
Porsche 906 E mit Sechszylinder-Einspritzermotor und der typischen verlängerten Front

Der im Homologationsmodell eingebaute luftgekühlte 2-Liter-Sechszylinder-Boxermotor vom Typ 901/20 war eine Weiterentwicklung des Porsche-911-Motors und wurde bereits im 904/6 in Rennen eingesetzt. Das Kurbelgehäuse war aus leichtem Elektron hergestellt. und die Pleuel aus Titan statt aus Stahl. Die Schwungscheibe wog 3,5 kg und war rund 2,5 kg leichter als die Serienscheibe.
Wie beim Serienmotor bestanden die Zylinderköpfe aus einer Aluminiumlegierung, waren jedoch für den Renneinsatz weiter überarbeitet worden. Die Ventile waren größer dimensioniert und die Auslassventile natriumgekühlt. Für die Doppelzündanlage erhielten die Zylinderköpfe eine weitere Fassung für die zweite Zündkerze je Zylinder.
Die beiden Nockenwellen hatten andere Steuerzeiten als beim Serienmodell und wurden über eine Kette angetrieben. Insgesamt war der Rennmotor gegenüber dem 911-Serienmotor um 54 kg leichter.
Für die Gemischaufbereitung verwendete Porsche je Zylinderreihe einen Dreifach-Fallstrom-Vergaser von Weber. Bei einer Verdichtung von 10,3 : 1 leistete der Motor bei 8000/min rund 155 kW (210 PS). Mit diesem Motor wurden 52 Wagen ausgerüstet.
Neun Werksfahrzeuge erhielten den 2-Liter-Sechszylinder-Boxermotor mit einer Einspritzanlage, wodurch die Motorleistung bei unveränderter Drehzahl um 7 kW (10 PS) auf 162 kW (220 PS) angehoben werden konnte.
Weitere vier Werks-906 erhielten einen luftgekühlten Achtzylinder-Boxermotor vom Typ 771, der bereits beim 904/8 eingesetzt wurde. Der Motor hatte einen Hubraum von 2,2 Litern mit einer Verdichtung von 10,2 : 1 und Königswellen, die die zwei obenliegenden Nockenwellen je Zylinderreihe antrieben. Die Höchstleistung betrug 198 kW (270 PS) bei 8600/min.
Alle Fahrzeuge wurden mit einem Fünfgangschaltgetriebe vom Typ 906 und ZF-Sperrdifferenzial ausgerüstet. Die Getriebeübersetzungen konnten ohne Ausbau des Getriebes nach Bedarf ausgetauscht werden.

## Rennhistorie

### 1965 – Die ersten Einsätze des Bergspyders
Seine Premiere hatte der 906 Bergspyder beim Ollon-Villars-Bergrennen in der Schweiz. Dort fuhr Gerhard Mitter den Wagen auf den zweiten Platz hinter dem Ferrari Dino 206P von Ludovico Scarfiotti. Beim letzten Saisonrennen Gaisberg belegte der Bergspyder den vierten Platz hinter drei Porsche 904.

### 1966 – Sieg in der Europa-Bergmeisterschaft und Markenweltmeisterschaft

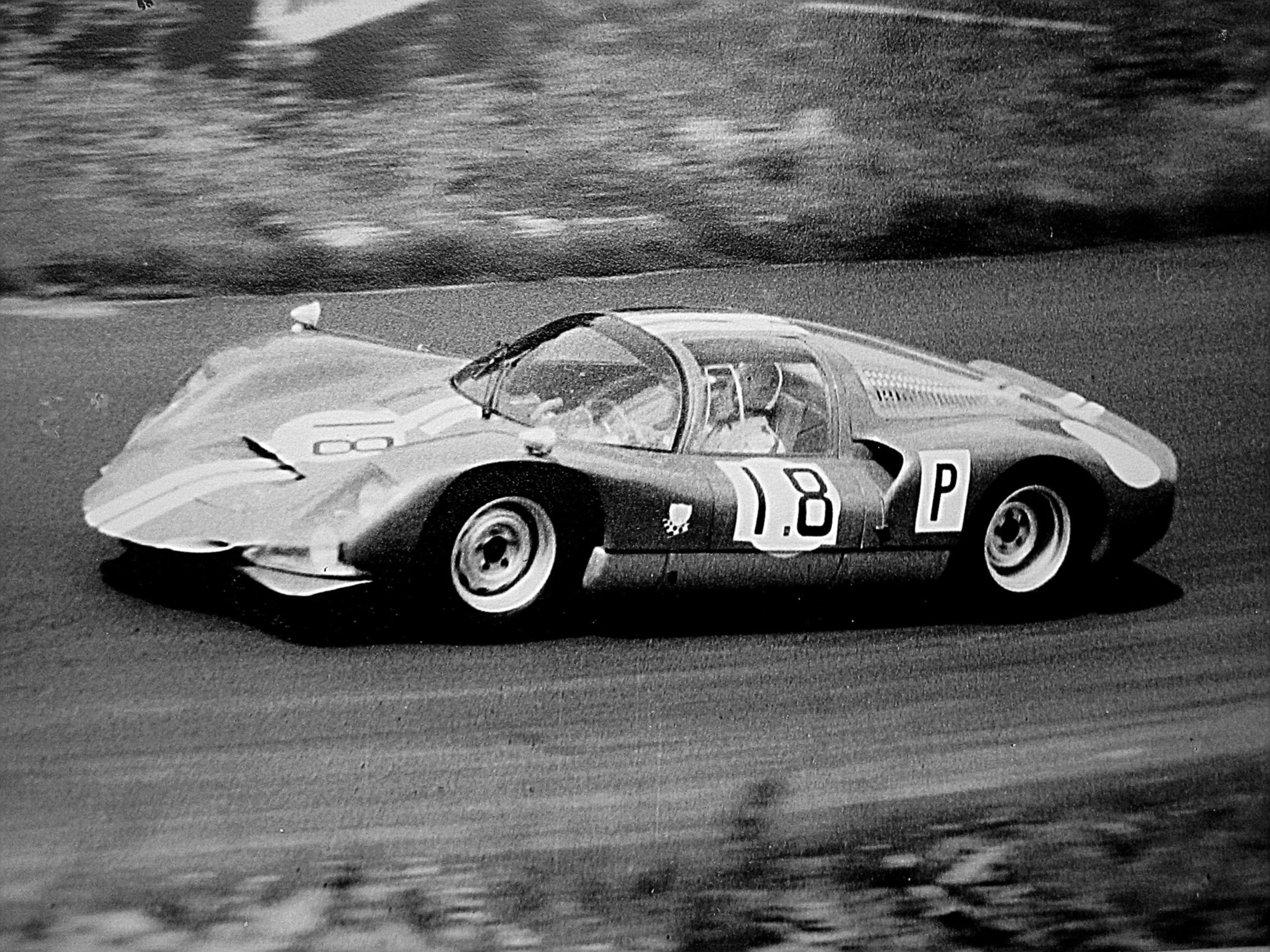
Porsche 906 E mit Jo Siffert beim 1000-km-Rennen auf dem Nürburgring 1966

Für die Saison 1966 der Europa-Bergmeisterschaft wurde der 906 Bergspyder zum Coupé umgebaut. Mit diesem Rennwagen und später ab dem Bergrennen Sierra Montana eingesetzten Porsche 910 gewann Gerhard Mitter den Meistertitel.
Der Serien-906 startete erstmals beim 24-Stunden-Rennen von Daytona. Der von Hans Herrmann und Herbert Linge gefahrene Wagen belegte den sechsten Rang in der Gesamtwertung und siegte in der 2-Liter-Prototypen-Klasse, da zu dem Zeitpunkt noch nicht die notwendigen 50 Fahrzeuge für die Homologation der Sportwagen-Klasse fertiggestellt waren.
Beim 12-Stunden-Rennen von Sebring beendete der 906 das Rennen auf dem vierten Platz und errang den Klassensieg gegenüber dem direkten Konkurrenten Dino 206S von Ferrari, der den fünften Platz belegte.
Beim folgenden 1000-km-Rennen von Monza konnten Gerhard Mitter und Hans Herrmann das Ergebnis wiederholen und den vierten Gesamtplatz belegen.
Den ersten Gesamtsieg gewann der Porsche 906 bei der Targa Florio. Dort fuhr das von Porsche unterstützte private Team Scuderia Filipinetti mit den beiden Fahrern Willy Mairesse und Herbert Müller vor dem Ferrari-Werksteam auf den ersten Platz. Der Werks-906 mit den Italienern Vincenzo Arena und Antonio Pucci erreichte den dritten Platz.
Das 1000-km-Rennen von Spa-Francorchamps war für Porsche ein Misserfolg, da bereits im Training ein 906 beschädigt wurde und nicht starten konnte und die beiden anderen Fahrzeuge im Rennen ausfielen. Das Rennen gewann ein Ferrari 330P3 vor vier Ford GT40. Beim 1000-km-Rennen am Nürburgring musste sich Porsche einem Chaparral 2D und zwei Ferrari Dino 206S geschlagen geben. Der mit einem Einspritzer-Motor ausgestattete und von Bob Bondurant und Paul Hawkins gefahrene 906 E erreichte den vierten Rang im Gesamtergebnis.
Beim 24-Stunden-Rennen von Le Mans setzte das Porsche-Werksteam erstmals drei Langheckversionen des 906 neben zwei Serien-906 ein. Die Langheck-Wagen belegten hinter drei Ford GT40 die Ränge vier bis sechs in der Gesamtwertung. Ein Serien-906 fuhr auf den siebten Platz und komplettierte den Erfolg der 2-Liter-Rennwagen.

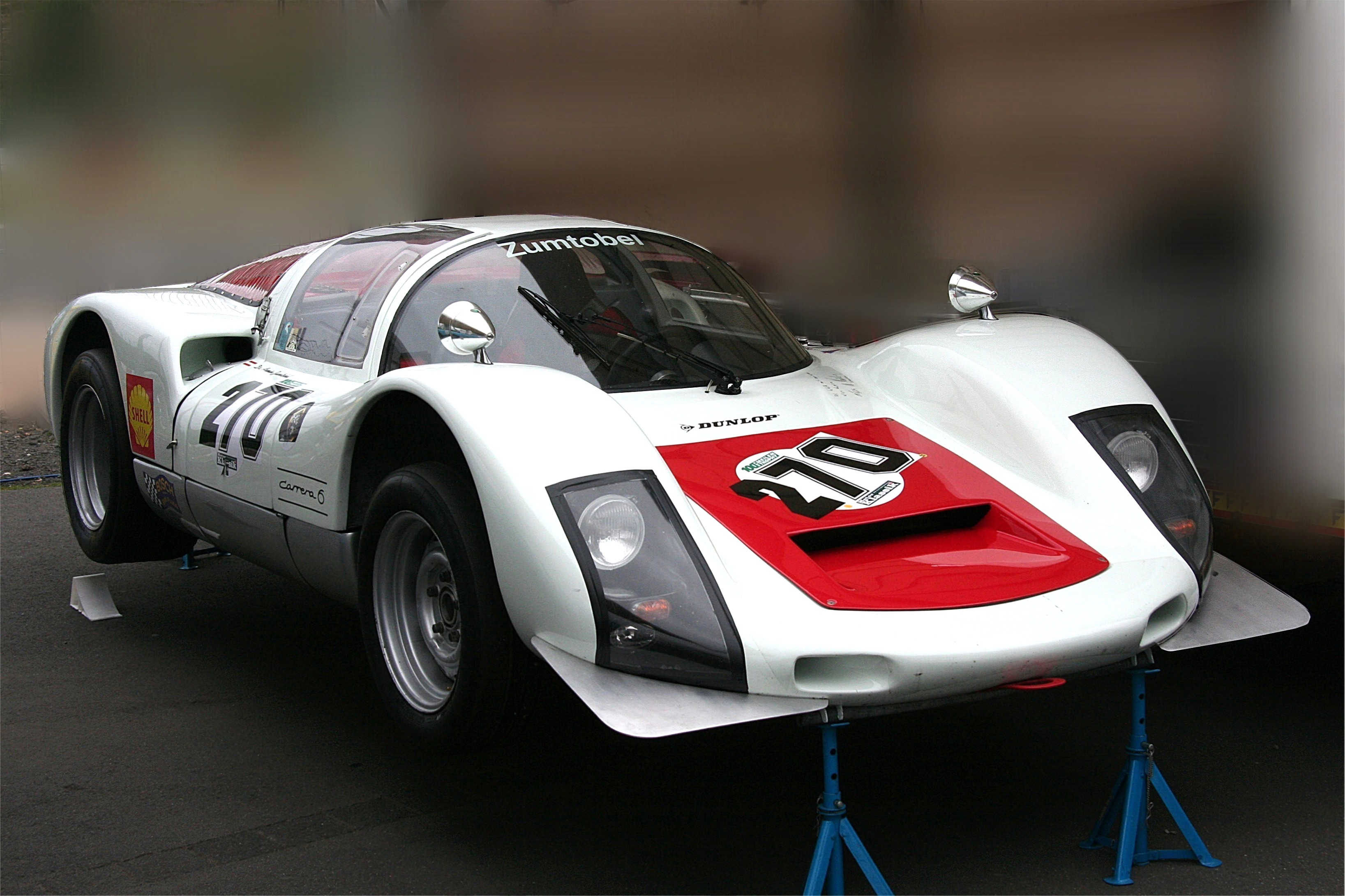
Porsche 906 beim DAMC 05 Oldtimer Festival 2008 im Fahrerlager des Nürburgrings

Beim Großen Preis von Mugello gewann der von Gerhard Koch und Jochen Neerpasch gefahrene Porsche 906 das Rennen vor drei Alfa Romeo GTA. Einen weiteren Sieg errang Porsche beim Großen Preis von Hockenheim. Dort starteten neben verschiedenen privaten 906 auch drei Werks-906. Porsche nutzte das Rennen, um Verbesserungen an den Einspritzer-Fahrzeugen zu testen. Die von Gerhard Mitter, Günter Klass und Hans Herrmann gefahrenen Werkswagen beendeten das Rennen auf den Plätzen eins bis drei. Dahinter auf dem vierten bis sechsten Rang fuhren drei privat eingesetzte 906.
Seinen letzten Einsatz in der Saison 1966 hatte der Porsche 906 beim 500-km-Rennen am Österreichring. Dort gewann der von Gerhard Mitter und Hans Herrmann pilotierte Werkswagen vor dem zweiten von Joseph Siffert gefahrenen Werks-906. Mit diesem Rennen beendete Porsche die Markenweltmeisterschaft erfolgreich mit den Siegen in der 2-Liter-Sportwagen- und Prototypenklasse. Danach wurden die Werksrennwagen zum großen Teil an private Teams verkauft. In der folgenden Saison setzte das Werksteam bereits den Porsche 910 als Nachfolger ein.
1966 waren in der Deutschen Automobil-Rundstrecken-Meisterschaft (DARM) neben Tourenwagen in vielen Rennen auch Sportwagen zugelassen. In allen Rennen, in denen der 906 antrat, erlangte er den Gesamtsieg. Einer der erfolgreichsten 906-Piloten dieser Rennsaison war Udo Schütz, der für das Team Scuderia Lufthansa vier Siege sowie einen zweiten und einen vierten Platz erreichte. In den folgenden Jahren wurden 2-Liter-Sportwagen nur noch in wenigen Rennen zugelassen und daher bis auf zwei Läufe beim Nürburgring Hansapokal 1967 und 1969 nicht mehr in der DARM gefahren.

### 1967 und 1970 – Einsätze in verschiedenen Meisterschaften

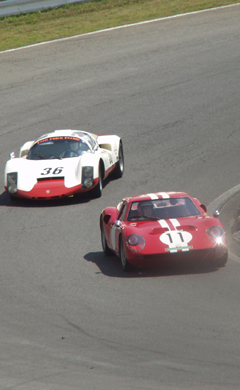
Porsche 906 E hinter einem japanischen Prince R380 in Fuji, 1966 oder 1967 beim Großen Preis von Japan

Das Porsche-Werksteam setzte den 906 neben dem 910 in der Sportwagen-Weltmeisterschaft 1967 nur noch bei den Rennen in Sebring, Monza und Le Mans ein. Beim 24-Stunden-Rennen von Le Mans erreichten Vic Elford und Ben Pon den siebten Gesamtplatz und den S2.0-Klassensieg hinter einem Porsche 907 und 910. Danach ging das Werksteam nicht mehr mit dem 906 an den Start.
Der 906 war bei vielen privaten Teams sehr beliebt und wurde in der Markenweltmeisterschaft von 1967 bis 1971 teilweise erfolgreich eingesetzt. In der Saison 1967 erzielten Privatteams bei den Rennen am Nürburgring, in Mugello, Brands Hatch, Enna und am Österreichring jeweils Siege in der 2-Liter-Sportwagenklasse. Beim Coppa Citta di Enna pilotierte Dieter Spoerry den 906 Langheck auf den zweiten Gesamtplatz und beim 500-km-Rennen am Österreichring fuhren William Bradley und Richard Attwood ihr 906 Coupé ebenfalls auf den zweiten Rang in der Gesamtwertung.
1968 erreichten private 906 in Monza, in der Targa Florio, am Nürburgring, in Spa-Francorchamps und in Watkins Glen jeweils den S2.0-Klassensieg. Beim 6-Stunden-Rennen von Watkins Glen konnte das Team Werner Frank mit einem 906 Langheck sich hinter zwei Ford GT40 und einem Howmet TX Continental auf dem vierten Rang platzieren.
In den folgenden beiden Jahren erreichte der 906 nur noch beim 12-Stunden-Rennen von Sebring und beim 6-Stunden-Rennen von Watkins Glen Siege in der Sportwagen- und Prototypenklasse.
In der Europa-Bergmeisterschaft fuhren Privatteams den Porsche 906 von 1967 bis 1968 während der ganzen Saison. 1967 gewann Rudi Lins mit dem 906 den Bergpokal in der Sportwagenklasse. Ein Jahr später konnte sich Sepp Greger den Bergpokal der Sportwagenklasse mit dem 906 sichern. Auch in den beiden folgenden Jahren traten Privatfahrer noch bei einigen Läufen mit einem 906 an.
Von 1967 bis 1970 fuhren einige Privatfahrer mit dem Porsche 906 in der britischen Sportwagen-Meisterschaft. Dort musste sich der Wagen mit verschiedenen, teilweise stärker motorisierten Sportwagen wie dem Ford GT40, Ferrari 250LM, Lola T70 oder Chevron B8 messen. In den Saisons 1967 und 1969 erreichten die 906 regelmäßig Top-Ten-Platzierungen. Nach Ende der Saison 1970 wurde der 906 nicht mehr in dieser bis 1972 laufenden Rennserie eingesetzt.
In den USA trug die SCCA 1967 die Doug Revson Trophy aus. In dieser nur eine Saison laufenden Serie starteten einige Privatfahrer mit 906-Rennwagen. In vier von fünf Rennläufen siegte jeweils ein Porsche 906. Lediglich beim Grand Prix St-Jovite gewann ein Elva BMW vor einem 906.

### 1971 – Die letzten Einsätze in der Sportwagen-Weltmeisterschaft
1971 hatte der 906 in der Sportwagen-Weltmeisterschaft seine letzten drei Einsätze. Bei der Targa Florio und beim 1000-km-Rennen am Österreichring erreichte der Wagen je einen zweiten Platz in der S2.0-Wertung. Beim letzten Start im 1000-km-Rennen auf dem Nürburgring fiel er nach 28 Runden aus. Danach wurde der Porsche 906 nicht mehr in Meisterschaftsrennen eingesetzt.

### Die Ergebnisse 1965 bis 1971
1965
| Europa-Bergmeisterschaft 1965 | Europa-Bergmeisterschaft 1965 | Europa-Bergmeisterschaft 1965 | Europa-Bergmeisterschaft 1965 | Europa-Bergmeisterschaft 1965 | Europa-Bergmeisterschaft 1965 |
| Rennen                        | Rennen                        | Rennen                        | Rennen                        | Rennen                        | Rennen                        |
| Pos.                          | Nr.                           | Team                          | Fahrer                        | Chassistyp                    | Motortyp                      |
| ----------------------------- | ----------------------------- | ----------------------------- | ----------------------------- | ----------------------------- | ----------------------------- |
| Bergrennen Ollon-Villars      |                               |                               |                               |                               |                               |
| 2                             | 171                           | Porsche System Engineering    | Gerhard Mitter                | 906/8 Bergspyder              | 2,0 l                         |
| Bergrennen Gaisberg           |                               |                               |                               |                               |                               |
| 4                             |                               | Porsche System Engineering    | Gerhard Mitter                | 906/8 Bergspyder              | 2,0 l                         |

1966
| Sportwagen-Weltmeisterschaft 1966    | Sportwagen-Weltmeisterschaft 1966 | Sportwagen-Weltmeisterschaft 1966 | Sportwagen-Weltmeisterschaft 1966         | Sportwagen-Weltmeisterschaft 1966 | Sportwagen-Weltmeisterschaft 1966 |
| Rennen                               | Rennen                            | Rennen                            | Rennen                                    | Rennen                            | Rennen                            |
| Pos.                                 | Nr.                               | Team                              | Fahrer                                    | Chassistyp                        | Motortyp                          |
| ------------------------------------ | --------------------------------- | --------------------------------- | ----------------------------------------- | --------------------------------- | --------------------------------- |
| 24-Stunden-Rennen von Daytona        |                                   |                                   |                                           |                                   |                                   |
| 6                                    | 15                                | Porsche System Engineering        | Hans Herrmann Herbert Linge               | 906                               | 2,0 l                             |
| 12-Stunden-Rennen von Sebring        |                                   |                                   |                                           |                                   |                                   |
| 4                                    | 52                                | Porsche System Engineering        | Hans Herrmann Joe Buzzetta Gerhard Mitter | 906                               | 2,0 l                             |
| 6                                    | 49                                | Charles Vögele                    | Jo Siffert Charles Vögele                 | 906                               | 2,0 l                             |
| 8                                    | 50                                | Ed Hugus                          | Lake Underwood Ed Hugus                   | 906                               | 2,0 l                             |
| 1000-km-Rennen von Monza             |                                   |                                   |                                           |                                   |                                   |
| 4                                    | 28                                | Porsche System Engineering        | Gerhard Mitter Hans Herrmann              | 906                               | 2,0 l                             |
| 5                                    | 30                                | Charles Vögele                    | Jo Siffert Charles Vögele                 | 906                               | 2,0 l                             |
| 7                                    | 29                                | Porsche System Engineering        | Colin Davis Dieter Glemser                | 906                               | 2,0 l                             |
| 12                                   | 31                                | Wicky Racing Team                 | André Wicky André Knörr                   | 906                               | 2,0 l                             |
| Targa Florio                         |                                   |                                   |                                           |                                   |                                   |
| 1                                    | 148                               | Scuderia Filipinetti              | Willy Mairesse Herbert Müller             | 906                               | 2,0 l                             |
| 3                                    | 144                               | Porsche System Engineering        | Vincenzo Arena Antonio Pucci              | 906                               | 2,0 l                             |
| 5                                    | 150                               | Scuderia Filipinetti              | Claude Bourilot Umberto Maglioli          | 906                               | 2,0 l                             |
| 8                                    | 156                               | Ragaso                            | Ignazio Capuano Ferdinando Latteri        | 906                               | 2,0 l                             |
| 15                                   | 154                               | Ragaso                            | Hans Kühnis Heini Walter                  | 906                               | 2,0 l                             |
| 1000-km-Rennen von Spa-Francorchamps |                                   |                                   |                                           |                                   |                                   |
| 15                                   | 55                                | Racing Team Holland               | Gijs van Lennep David van Lennep          | 906                               | 2,0 l                             |
| 1000-km-Rennen am Nürburgring        |                                   |                                   |                                           |                                   |                                   |
| 4                                    | 17                                | Porsche System Engineering        | Bob Bondurant Paul Hawkins                | 906 E                             | 2,0 l                             |
| 7                                    | 60                                | Racing Team Holland               | Gijs van Lennep David van Lennep          | 906                               | 2,0 l                             |
| 8                                    | 62                                | Sten Axelsson                     | Sten Axelsson Boo Johansson               | 906                               | 2,0 l                             |
| 10                                   | 64                                | Gerhard Koch                      | Gerhard Koch Herbert Linge                | 906                               | 2,0 l                             |
| 11                                   | 61                                | Porsche System Engineering        | Jean-Pierre Beltoise Peter Nöcker         | 906                               | 2,0 l                             |
| 24-Stunden-Rennen von Le Mans        |                                   |                                   |                                           |                                   |                                   |
| 4                                    | 30                                | Porsche System Engineering        | Jo Siffert Colin Davis                    | 906 Langheck                      | 2,0 l                             |
| 5                                    | 31                                | Porsche System Engineering        | Hans Herrmann Herbert Linge               | 906 Langheck                      | 2,0 l                             |
| 6                                    | 32                                | Porsche System Engineering        | Udo Schütz Peter de Klerk                 | 906 Langheck                      | 2,0 l                             |
| 7                                    | 58                                | Porsche System Engineering        | Günther Klass Rolf Stommelen              | 906                               | 2,0 l                             |
| 500-km-Rennen von Mugello            |                                   |                                   |                                           |                                   |                                   |
| 1                                    | 158                               | Porsche System Engineering        | Gerhard Koch Jochen Neerpasch             | 906                               | 2,0 l                             |
| 5                                    | 156                               | Mike De Udy                       | Mike De Udy Peter de Klerk                | 906                               | 2,0 l                             |
| Coppa Citta di Enna                  |                                   |                                   |                                           |                                   |                                   |
| 2                                    | 50                                | Charles Vögele                    | Charles Vögele                            | 906                               | 2,0 l                             |
| Großer Preis von Hockenheim          |                                   |                                   |                                           |                                   |                                   |
| 1                                    | 1                                 | Porsche System Engineering        | Gerhard Mitter                            | 906 Langheck                      | 2,0 l                             |
| 2                                    | 2                                 | Porsche System Engineering        | Günther Klass                             | 906 Langheck                      | 2,0 l                             |
| 3                                    | 3                                 | Porsche System Engineering        | Hans Herrmann                             | 906 Langheck                      | 2,0 l                             |
| 4                                    | 25                                | Scuderia Lufthansa                | Udo Schütz                                | 906                               | 2,0 l                             |
| 5                                    | 26                                | Scuderia Lufthansa                | Gerhard Koch                              | 906                               | 2,0 l                             |
| 6                                    | 28                                | Charles Vögele                    | André Wicky                               | 906                               | 2,0 l                             |
| 8                                    | 29                                | Mike De Udy                       | Mike De Udy                               | 906                               | 2,0 l                             |
| 9                                    | 27                                | Charles Vögele                    | Charles Vögele                            | 906                               | 2,0 l                             |
| Bergrennen Sierra Montana            |                                   |                                   |                                           |                                   |                                   |
| 4                                    | 96                                | Sepp Greger                       | Sepp Greger                               | 906                               | 2,0 l                             |
| 6                                    | 90                                | Scuderia Filipinetti              | Dieter Spoerry                            | 906                               | 2,0 l                             |
| 7                                    | 91                                | Wicky Racing Team                 | André Wicky                               | 906                               | 2,0 l                             |
| 500-km-Rennen am Österreichring      |                                   |                                   |                                           |                                   |                                   |
| 1                                    | 14                                | Porsche System Engineering        | Gerhard Mitter Hans Herrmann              | 906                               | 2,0 l                             |
| 2                                    | 12                                | Porsche System Engineering        | Jo Siffert                                | 906                               | 2,0 l                             |
| 3                                    | 15                                | Scuderia Lufthansa                | Udo Schütz Herbert Linge                  | 906                               | 2,0 l                             |
| 5                                    | 11                                | Jo Bonnier                        | Jo Bonnier Sten Axelsson                  | 906                               | 2,0 l                             |
| 6                                    | 17                                | Ben Pon                           | Gijs van Lennep                           | 906                               | 2,0 l                             |

| Europa-Bergmeisterschaft 1966 | Europa-Bergmeisterschaft 1966 | Europa-Bergmeisterschaft 1966 | Europa-Bergmeisterschaft 1966 | Europa-Bergmeisterschaft 1966 | Europa-Bergmeisterschaft 1966 |
| Rennen                        | Rennen                        | Rennen                        | Rennen                        | Rennen                        | Rennen                        |
| Pos.                          | Nr.                           | Team                          | Fahrer                        | Chassistyp                    | Motortyp                      |
| ----------------------------- | ----------------------------- | ----------------------------- | ----------------------------- | ----------------------------- | ----------------------------- |
| Bergrennen Rossfeld           |                               |                               |                               |                               |                               |
| 1                             |                               | Porsche System Engineering    | Gerhard Mitter                | 906/8 Coupé                   | 2,0 l                         |
| 3                             |                               | Porsche System Engineering    | Hans Herrmann                 | 906                           | 2,0 l                         |
| 4                             |                               | Sepp Greger                   | Sepp Greger                   | 906                           | 2,0 l                         |
| Bergrennen Mont Ventoux       |                               |                               |                               |                               |                               |
| 1                             |                               | Porsche System Engineering    | Gerhard Mitter                | 906/8 Coupé                   | 2,0 l                         |
| 2                             |                               | Porsche System Engineering    | Hans Herrmann                 | 906                           | 2,0 l                         |
| 3                             |                               | Sepp Greger                   | Sepp Greger                   | 906                           | 2,0 l                         |
| 5                             |                               | Michel Weber                  | Michel Weber                  | 906                           | 2,0 l                         |
| Bergrennen Trento Bondone     |                               |                               |                               |                               |                               |
| 1                             |                               | Porsche System Engineering    | Gerhard Mitter                | 906/8 Coupé                   | 2,0 l                         |
| 2                             |                               | Porsche System Engineering    | Hans Herrmann                 | 906                           | 2,0 l                         |
| 3                             |                               | Sepp Greger                   | Sepp Greger                   | 906                           | 2,0 l                         |
| 5                             |                               | Scuderia Pegaso               | Ignazio Capuano               | 906                           | 2,0 l                         |
| Bergrennen Cesana Sestrieres  |                               |                               |                               |                               |                               |
| 2                             |                               | Porsche System Engineering    | Gerhard Mitter                | 906/8 Coupé                   | 2,0 l                         |
| 3                             |                               | Porsche System Engineering    | Hans Herrmann                 | 906                           | 2,0 l                         |
| 4                             |                               | Sepp Greger                   | Sepp Greger                   | 906                           | 2,0 l                         |
| Bergrennen Schauinsland       |                               |                               |                               |                               |                               |
| 3                             |                               | Sepp Greger                   | Sepp Greger                   | 906                           | 2,0 l                         |
| Bergrennen Sierra Montana     |                               |                               |                               |                               |                               |
| 4                             | 96                            | Sepp Greger                   | Sepp Greger                   | 906                           | 2,0 l                         |
| 6                             | 90                            | Scuderia Filipinetti          | Dieter Spoerry                | 906                           | 2,0 l                         |
| 7                             | 91                            | Wicky Racing Team             | André Wicky                   | 906                           | 2,0 l                         |
| Bergrennen Gaisberg           |                               |                               |                               |                               |                               |
| 4                             |                               | Porsche System Engineering    | Hans Herrmann                 | 906                           | 2,0 l                         |
| 5                             |                               | Sepp Greger                   | Sepp Greger                   | 906                           | 2,0 l                         |

| Deutsche Automobil-Rundstrecken-Meisterschaft 1966 | Deutsche Automobil-Rundstrecken-Meisterschaft 1966 | Deutsche Automobil-Rundstrecken-Meisterschaft 1966 | Deutsche Automobil-Rundstrecken-Meisterschaft 1966 | Deutsche Automobil-Rundstrecken-Meisterschaft 1966 | Deutsche Automobil-Rundstrecken-Meisterschaft 1966 |
| Rennen                                             | Rennen                                             | Rennen                                             | Rennen                                             | Rennen                                             | Rennen                                             |
| Pos.                                               | Nr.                                                | Team                                               | Fahrer                                             | Chassistyp                                         | Motortyp                                           |
| -------------------------------------------------- | -------------------------------------------------- | -------------------------------------------------- | -------------------------------------------------- | -------------------------------------------------- | -------------------------------------------------- |
| DARM Trier                                         |                                                    |                                                    |                                                    |                                                    |                                                    |
| 1                                                  | 72                                                 | Scuderia Lufthansa                                 | Udo Schütz                                         | 906                                                | 2,0 l                                              |
| 2                                                  | 77                                                 | Racing Team Holland                                | Gijs van Lennep                                    | 906                                                | 2,0 l                                              |
| 3                                                  | 78                                                 | Racing Team Holland                                | David van Lennep                                   | 906                                                | 2,0 l                                              |
| DARM GT Hockenheim                                 |                                                    |                                                    |                                                    |                                                    |                                                    |
| 1                                                  | 101                                                | Scuderia Lufthansa                                 | Udo Schütz                                         | 906                                                | 2,0 l                                              |
| DARM Mainz-Finthen                                 |                                                    |                                                    |                                                    |                                                    |                                                    |
| 1                                                  | 11                                                 | Scuderia Lufthansa                                 | Gerhard Mitter                                     | 906                                                | 2,0 l                                              |
| 2                                                  | 14                                                 | Racing Team Holland                                | Ben Pon                                            | 906                                                | 2,0 l                                              |
| 3                                                  | 12                                                 | Racing Team Holland                                | Gijs van Lennep                                    | 906                                                | 2,0 l                                              |
| DARM Norisring                                     |                                                    |                                                    |                                                    |                                                    |                                                    |
| 1                                                  | 15                                                 | Porsche System Engineering                         | Gerhard Mitter                                     | 906                                                | 2,0 l                                              |
| 2                                                  | 18                                                 | Scuderia Lufthansa                                 | Udo Schütz                                         | 906                                                | 2,0 l                                              |
| 3                                                  | 20                                                 | Racing Team Holland                                | Gijs van Lennep                                    | 906                                                | 2,0 l                                              |
| 4                                                  | 19                                                 | Racing Team Holland                                | Ben Pon                                            | 906                                                | 2,0 l                                              |
| DARM Hockenheim                                    |                                                    |                                                    |                                                    |                                                    |                                                    |
| 1                                                  | 1                                                  | Scuderia Lufthansa                                 | Udo Schütz                                         | 906                                                | 2,0 l                                              |
| DARM Nürburgring                                   |                                                    |                                                    |                                                    |                                                    |                                                    |
| 1                                                  | 4                                                  | Scuderia Lufthansa                                 | Udo Schütz                                         | 906                                                | 2,0 l                                              |
| 2                                                  | 3                                                  | Rolf Hurtig                                        | Sten Axelsson                                      | 906                                                | 2,0 l                                              |
| 4                                                  | 7                                                  | Scuderia Lufthansa                                 | Gerhard Koch                                       | 906                                                | 2,0 l                                              |
| 5                                                  | 88                                                 | Ulf Norinder                                       | Ulf Norinder                                       | 906                                                | 2,0 l                                              |
| 9                                                  | 6                                                  | Charles Vögele                                     | André Wicky                                        | 906                                                | 2,0 l                                              |
| Großer Preis von Hockenheim                        |                                                    |                                                    |                                                    |                                                    |                                                    |
| 1                                                  | 1                                                  | Porsche System Engineering                         | Gerhard Mitter                                     | 906 Langheck                                       | 2,0 l                                              |
| 2                                                  | 2                                                  | Porsche System Engineering                         | Günther Klass                                      | 906 Langheck                                       | 2,0 l                                              |
| 3                                                  | 3                                                  | Porsche System Engineering                         | Hans Herrmann                                      | 906 Langheck                                       | 2,0 l                                              |
| 4                                                  | 25                                                 | Scuderia Lufthansa                                 | Udo Schütz                                         | 906                                                | 2,0 l                                              |
| 5                                                  | 26                                                 | Scuderia Lufthansa                                 | Gerhard Koch                                       | 906                                                | 2,0 l                                              |
| 6                                                  | 28                                                 | Charles Vögele                                     | André Wicky                                        | 906                                                | 2,0 l                                              |
| 8                                                  | 29                                                 | Mike De Udy                                        | Mike De Udy                                        | 906                                                | 2,0 l                                              |
| 9                                                  | 27                                                 | Charles Vögele                                     | Charles Vögele                                     | 906                                                | 2,0 l                                              |

1967
| Sportwagen-Weltmeisterschaft 1967 | Sportwagen-Weltmeisterschaft 1967 | Sportwagen-Weltmeisterschaft 1967 | Sportwagen-Weltmeisterschaft 1967                | Sportwagen-Weltmeisterschaft 1967 | Sportwagen-Weltmeisterschaft 1967 |
| Rennen                            | Rennen                            | Rennen                            | Rennen                                           | Rennen                            | Rennen                            |
| Pos.                              | Nr.                               | Team                              | Fahrer                                           | Chassistyp                        | Motortyp                          |
| --------------------------------- | --------------------------------- | --------------------------------- | ------------------------------------------------ | --------------------------------- | --------------------------------- |
| 24-Stunden-Rennen von Daytona     |                                   |                                   |                                                  |                                   |                                   |
| 5                                 | 55                                | Squadra Tartaruga                 | Dieter Spoerry Rico Steinemann                   | 906 Langheck                      | 2,0 l                             |
| 12-Stunden-Rennen von Sebring     |                                   |                                   |                                                  |                                   |                                   |
| 6                                 | 40                                | Squadra Tartaruga                 | Rico Steinemann Dieter Spoerry                   | 906 Langheck                      | 2,0 l                             |
| 7                                 | 38                                | Porsche System Engineering        | Joe Buzzetta Peter Gregg                         | 906 E                             | 2,0 l                             |
| 1000-km-Rennen von Monza          |                                   |                                   |                                                  |                                   |                                   |
| 7                                 | 22                                | Squadra Tartaruga                 | Dieter Spoerry Rico Steinemann                   | 906 Langheck                      | 2,0 l                             |
| 8                                 | 43                                | Porsche System Engineering        | Udo Schütz Jochen Neerpasch                      | 906                               | 2,0 l                             |
| 10                                | 46                                | Giulio Bona                       | Giulio Bona Luigi Taramazzo                      | 906                               | 2,0 l                             |
| 1000-km-Rennen am Nürburgring     |                                   |                                   |                                                  |                                   |                                   |
| 6                                 | 70                                | Scuderia Lufthansa                | Hans-Dieter Dechent Robert F. Huhn               | 906                               | 2,0 l                             |
| 24-Stunden-Rennen von Le Mans     |                                   |                                   |                                                  |                                   |                                   |
| 7                                 | 37                                | Porsche System Engineering        | Vic Elford Ben Pon                               | 906                               | 2,0 l                             |
| 8                                 | 66                                | Christian Poirot                  | Gerhard Koch Christian Poirot                    | 906                               | 2,0 l                             |
| Großer Preis von Mugello          |                                   |                                   |                                                  |                                   |                                   |
| 5                                 | 63                                |                                   | Leo Cella Giampiero Biscaldi                     | 906                               | 2,0 l                             |
| 6                                 | 65                                |                                   | Carlo Facetti Antonio Nicodemi                   | 906                               | 2,0 l                             |
| 10                                | 64                                | „Khandaru“                        | Antonio Zadala („Khandaru“) Giuseppe Dalla Torre | 906                               | 2,0 l                             |
| 6-Stunden-Rennen von Brands Hatch |                                   |                                   |                                                  |                                   |                                   |
| 8                                 | 71                                | A. G. Dean (Racing)               | Tony Dean Ben Pon                                | 906                               | 2,0 l                             |
| 13                                | 71                                | Mike De Udy                       | Dieter Spoerry Rico Steinemann                   | 906                               | 2,0 l                             |
| 17                                | 73                                | Midland Racing Partnership        | William Bradley Michael Costin                   | 906                               | 2,0 l                             |
| Coppa Citta di Enna               |                                   |                                   |                                                  |                                   |                                   |
| 2                                 | 62                                | Squadra Tartaruga                 | Dieter Spoerry                                   | 906 Langheck                      | 2,0 l                             |
| 3                                 | 66                                |                                   | Carlo Facetti                                    | 906                               | 2,0 l                             |
| 4                                 | 60                                |                                   | Luigi Taramazzo                                  | 906                               | 2,0 l                             |
| 500-km-Rennen am Österreichring   |                                   |                                   |                                                  |                                   |                                   |
| 2                                 | 17                                | Midland Racing Partnership        | William Bradley Richard Attwood                  | 906                               | 2,0 l                             |
| 6                                 | 19                                | Squadra Tartaruga                 | Rico Steinemann Dieter Spoerry                   | 906 Langheck                      | 2,0 l                             |
| 10                                | 10                                | Porsche System Engineering        | Jochen Rindt Rolf Stommelen                      | 906                               | 2,0 l                             |

| Europa-Bergmeisterschaft 1967 | Europa-Bergmeisterschaft 1967 | Europa-Bergmeisterschaft 1967 | Europa-Bergmeisterschaft 1967 | Europa-Bergmeisterschaft 1967 | Europa-Bergmeisterschaft 1967 |
| Rennen                        | Rennen                        | Rennen                        | Rennen                        | Rennen                        | Rennen                        |
| Pos.                          | Nr.                           | Team                          | Fahrer                        | Chassistyp                    | Motortyp                      |
| ----------------------------- | ----------------------------- | ----------------------------- | ----------------------------- | ----------------------------- | ----------------------------- |
| Bergrennen Montseny           |                               |                               |                               |                               |                               |
| 4                             | 78                            | Rudi Lins                     | Rudi Lins                     | 906                           | 2,0 l                         |
| 5                             |                               | Sepp Greger                   | Sepp Greger                   | 906                           | 2,0 l                         |
| 6                             |                               | Juan Alfonso Fernández        | Juan Alfonso Fernández        | 906                           | 2,0 l                         |
| Bergrennen Rossfeld           |                               |                               |                               |                               |                               |
| 5                             |                               | Sepp Greger                   | Sepp Greger                   | 906                           | 2,0 l                         |
| ?                             |                               | Àlex Soler-Roig               | Àlex Soler-Roig               | 906                           | 2,0 l                         |
| ?                             |                               | Jürgen Neuhaus                | Jürgen Neuhaus                | 906                           | 2,0 l                         |
| Bergrennen Mont Ventoux       |                               |                               |                               |                               |                               |
| 4                             |                               | Rudi Lins                     | Rudi Lins                     | 906                           | 2,0 l                         |
| 5                             |                               | Sepp Greger                   | Sepp Greger                   | 906                           | 2,0 l                         |
| 7                             |                               | Jean Clement                  | Jean Clement                  | 906                           | 2,0 l                         |
| 15                            |                               | Àlex Soler-Roig               | Àlex Soler-Roig               | 906                           | 2,0 l                         |
| 19                            |                               | „Khandaru“                    | Antonio Zadala („Khandaru“)   | 906                           | 2,0 l                         |
| Bergrennen Trento Bondone     |                               |                               |                               |                               |                               |
| ?                             |                               | Rudi Lins                     | Rudi Lins                     | 906                           | 2,0 l                         |
| ?                             |                               | Sepp Greger                   | Sepp Greger                   | 906                           | 2,0 l                         |
| ?                             |                               | Àlex Soler-Roig               | Àlex Soler-Roig               | 906                           | 2,0 l                         |
| ?                             |                               | „Khandaru“                    | Antonio Zadala („Khandaru“)   | 906                           | 2,0 l                         |
| ?                             |                               | Helmut Leuze                  | Helmut Leuze                  | 906                           | 2,0 l                         |
| Bergrennen Cesana Sestrieres  |                               |                               |                               |                               |                               |
| ?                             |                               | Sepp Greger                   | Sepp Greger                   | 906                           | 2,0 l                         |
| ?                             |                               | Rudi Lins                     | Rudi Lins                     | 906                           | 2,0 l                         |
| ?                             |                               | Àlex Soler-Roig               | Àlex Soler-Roig               | 906                           | 2,0 l                         |
| Bergrennen Schauinsland       |                               |                               |                               |                               |                               |
| 4                             |                               | Sepp Greger                   | Sepp Greger                   | 906                           | 2,0 l                         |
| ?                             |                               | Rudi Lins                     | Rudi Lins                     | 906                           | 2,0 l                         |
| ?                             |                               | Jürgen Neuhaus                | Jürgen Neuhaus                | 906                           | 2,0 l                         |
| ?                             |                               | Hans Kühnis                   | Hans Kühnis                   | 906                           | 2,0 l                         |
| ?                             |                               | Àlex Soler-Roig               | Àlex Soler-Roig               | 906                           | 2,0 l                         |
| ?                             |                               | Helmut Leuze                  | Helmut Leuze                  | 906                           | 2,0 l                         |
| Bergrennen Ollon-Villars      |                               |                               |                               |                               |                               |
| 6                             | 160                           | Rudi Lins                     | Rudi Lins                     | 906                           | 2,0 l                         |
| 7                             | 159                           | Sepp Greger                   | Sepp Greger                   | 906                           | 2,0 l                         |
| 8                             | 164                           | Àlex Soler-Roig               | Àlex Soler-Roig               | 906                           | 2,0 l                         |
| 9                             | 162                           | Hans Kühnis                   | Hans Kühnis                   | 906                           | 2,0 l                         |
| 11                            | 165                           | Helmut Leuze                  | Helmut Leuze                  | 906                           | 2,0 l                         |
| 14                            | 167                           | „Khandaru“                    | Antonio Zadala („Khandaru“)   | 906                           | 2,0 l                         |
| 16                            | 177                           | Alain Bernardo                | Alain Bernardo                | 906                           | 2,0 l                         |
| Bergrennen Gaisberg           |                               |                               |                               |                               |                               |
| 5                             |                               | Rudi Lins                     | Rudi Lins                     | 906                           | 2,0 l                         |
| ?                             |                               | Sepp Greger                   | Sepp Greger                   | 906                           | 2,0 l                         |
| ?                             |                               | Àlex Soler-Roig               | Àlex Soler-Roig               | 906                           | 2,0 l                         |
| ?                             |                               | Helmut Leuze                  | Helmut Leuze                  | 906                           | 2,0 l                         |
| ?                             |                               | „Khandaru“                    | Antonio Zadala („Khandaru“)   | 906                           | 2,0 l                         |

| Deutsche Automobil-Rundstrecken-Meisterschaft 1967 | Deutsche Automobil-Rundstrecken-Meisterschaft 1967 | Deutsche Automobil-Rundstrecken-Meisterschaft 1967 | Deutsche Automobil-Rundstrecken-Meisterschaft 1967 | Deutsche Automobil-Rundstrecken-Meisterschaft 1967 | Deutsche Automobil-Rundstrecken-Meisterschaft 1967 |
| Rennen                                             | Rennen                                             | Rennen                                             | Rennen                                             | Rennen                                             | Rennen                                             |
| Pos.                                               | Nr.                                                | Team                                               | Fahrer                                             | Chassistyp                                         | Motortyp                                           |
| -------------------------------------------------- | -------------------------------------------------- | -------------------------------------------------- | -------------------------------------------------- | -------------------------------------------------- | -------------------------------------------------- |
| DARM Nürburgring Hansapokal                        |                                                    |                                                    |                                                    |                                                    |                                                    |
| 1                                                  | 1103                                               |                                                    | Jürgen Neuhaus                                     | 906                                                | 2,0 l                                              |

| Britische Sportwagen-Meisterschaft 1967 | Britische Sportwagen-Meisterschaft 1967 | Britische Sportwagen-Meisterschaft 1967 | Britische Sportwagen-Meisterschaft 1967 | Britische Sportwagen-Meisterschaft 1967 | Britische Sportwagen-Meisterschaft 1967 |
| Rennen                                  | Rennen                                  | Rennen                                  | Rennen                                  | Rennen                                  | Rennen                                  |
| Pos.                                    | Nr.                                     | Team                                    | Fahrer                                  | Chassistyp                              | Motortyp                                |
| --------------------------------------- | --------------------------------------- | --------------------------------------- | --------------------------------------- | --------------------------------------- | --------------------------------------- |
| Autosport Trophy Snetterton             |                                         |                                         |                                         |                                         |                                         |
| 4                                       |                                         | Ben Pon                                 | Ben Pon                                 | 906                                     | 2,0 l                                   |
| Autosport Trophy Silverstone            |                                         |                                         |                                         |                                         |                                         |
| 4                                       |                                         | A. G. Dean (Racing)                     | Tony Dean                               | 906                                     | 2,0 l                                   |
| 5                                       |                                         | Ben Pon                                 | Ben Pon                                 | 906                                     | 2,0 l                                   |
| Martini Trophy Silverstone              |                                         |                                         |                                         |                                         |                                         |
| 5                                       |                                         | Mike De Udy                             | Mike De Udy                             | 906                                     | 2,0 l                                   |
| 6                                       | 16                                      | A. G. Dean (Racing)                     | Tony Dean                               | 906                                     | 2,0 l                                   |
| 6-Stunden-Rennen von Brands Hatch       |                                         |                                         |                                         |                                         |                                         |
| 8                                       | 71                                      | A. G. Dean (Racing)                     | Tony Dean Ben Pon                       | 906                                     | 2,0 l                                   |
| 13                                      | 71                                      | Mike De Udy                             | Dieter Spoerry Rico Steinemann          | 906                                     | 2,0 l                                   |
| 17                                      | 73                                      | Midland Racing Partnership              | William Bradley Michael Costin          | 906                                     | 2,0 l                                   |
| Guards Trophy Brands Hatch              |                                         |                                         |                                         |                                         |                                         |
| 4                                       |                                         | A. G. Dean (Racing)                     | Tony Dean                               | 906                                     | 2,0 l                                   |

| Doug Revson Trophy 1967    | Doug Revson Trophy 1967 | Doug Revson Trophy 1967 | Doug Revson Trophy 1967 | Doug Revson Trophy 1967 | Doug Revson Trophy 1967 |
| Rennen                     | Rennen                  | Rennen                  | Rennen                  | Rennen                  | Rennen                  |
| Pos.                       | Nr.                     | Team                    | Fahrer                  | Chassistyp              | Motortyp                |
| -------------------------- | ----------------------- | ----------------------- | ----------------------- | ----------------------- | ----------------------- |
| Revson Trophy Mid-Ohio     |                         |                         |                         |                         |                         |
| 1                          | 7                       | Joe Buzzetta            | Joe Buzzetta            | 906 E                   | 2,0 l                   |
| 3                          | 77                      | Mak Kronn               | Mak Kronn               | 906                     | 2,0 l                   |
| 4                          | 69                      | Mike Hall               | Mike Hall               | 906                     | 2,0 l                   |
| Revson Trophy Road America |                         |                         |                         |                         |                         |
| 1                          | 22                      | Fred Baker              | Fred Baker              | 906 E                   | 2,0 l                   |
| 2                          | 77                      | Mak Kronn               | Mak Kronn               | 906                     | 2,0 l                   |
| 4                          |                         | Cliff Phillips          | Cliff Phillips          | 906                     | 2,0 l                   |
| SCCA Grand Prix St-Jovite  |                         |                         |                         |                         |                         |
| 2                          | 58                      | Jacques Duval           | Jacques Duval           | 906                     | 2,0 l                   |
| 3                          | 77                      | Mak Kronn               | Mak Kronn               | 906                     | 2,0 l                   |
| 4                          | 247                     | Jean-Paul Ostiguy       | Jean-Paul Ostiguy       | 906 Spyder              | 2,0 l                   |
| 7                          | 22                      | Fred Baker              | Fred Baker              | 906 E                   | 2,0 l                   |
| Revson Trophy Laguna Seca  |                         |                         |                         |                         |                         |
| 1                          | 33                      | Scooter Patrick         | Scooter Patrick         | 906 E                   | 2,0 l                   |
| 3                          | 7                       | Joe Buzzetta            | Joe Buzzetta            | 906 E                   | 2,0 l                   |
| 6                          | 77                      | Mak Kronn               | Mak Kronn               | 906                     | 2,0 l                   |
| 7                          | 22                      | Fred Baker              | Fred Baker              | 906 E                   | 2,0 l                   |
| 10                         | 57                      | Monte Shelton           | Monte Shelton           | 906                     | 2,0 l                   |
| Revson Trophy Riverside    |                         |                         |                         |                         |                         |
| 1                          | 33                      | Scooter Patrick         | Scooter Patrick         | 906 E                   | 2,0 l                   |
| 2                          | 7                       | Joe Buzzetta            | Joe Buzzetta            | 906 E                   | 2,0 l                   |
| 3                          | 57                      | Monte Shelton           | Monte Shelton           | 906                     | 2,0 l                   |
| 4                          | 58                      | Jacques Duval           | Jacques Duval           | 906                     | 2,0 l                   |
| 10                         | 22                      | Fred Baker              | Fred Baker              | 906 E                   | 2,0 l                   |

1968
| Sportwagen-Weltmeisterschaft 1968    | Sportwagen-Weltmeisterschaft 1968 | Sportwagen-Weltmeisterschaft 1968 | Sportwagen-Weltmeisterschaft 1968 | Sportwagen-Weltmeisterschaft 1968 | Sportwagen-Weltmeisterschaft 1968 |
| Rennen                               | Rennen                            | Rennen                            | Rennen                            | Rennen                            | Rennen                            |
| Pos.                                 | Nr.                               | Team                              | Fahrer                            | Chassistyp                        | Motortyp                          |
| ------------------------------------ | --------------------------------- | --------------------------------- | --------------------------------- | --------------------------------- | --------------------------------- |
| 6-Stunden-Rennen von Brands Hatch    |                                   |                                   |                                   |                                   |                                   |
| 12                                   | 21                                | William Bradley                   | Eric Liddell William Bradley      | 906                               | 2,0 l                             |
| 16                                   | 28                                | Mefco Racing                      | Martin Hone John Harris John Hine | 906                               | 2,0 l                             |
| 19                                   | 22                                | Mike De Udy                       | Mário Cabral Jacques Duval        | 906                               | 2,0 l                             |
| 1000-km-Rennen von Monza             |                                   |                                   |                                   |                                   |                                   |
| 16                                   | 52                                | IGFA                              | Karl von Wendt Willi Kauhsen      | 906                               | 2,0 l                             |
| Targa Florio                         |                                   |                                   |                                   |                                   |                                   |
| 7                                    | 128                               | IGFA                              | Karl von Wendt Willi Kauhsen      | 906                               | 2,0 l                             |
| 21                                   | 134                               | Enzo Buzzetti                     | Enzo Buzzetti Secondo Ridolfi     | 906                               | 2,0 l                             |
| 1000-km-Rennen am Nürburgring        |                                   |                                   |                                   |                                   |                                   |
| 11                                   | 87                                | Caltex Racing                     | Erich Bitter Reinhold Joest       | 906                               | 2,0 l                             |
| 12                                   | 80                                | IGFA                              | Karl von Wendt Willi Kauhsen      | 906                               | 2,0 l                             |
| 15                                   | 93                                | William Bradley                   | William Bradley Chris Lambert     | 906                               | 2,0 l                             |
| 16                                   | 84                                | Mefco Racing                      | Chris Ashmore John Morris         | 906                               | 2,0 l                             |
| 19                                   | 90                                | Jeremy Delmar-Morgan              | Jeremy Delmar-Morgan Mike Walton  | 906                               | 2,0 l                             |
| 1000-km-Rennen von Spa-Francorchamps |                                   |                                   |                                   |                                   |                                   |
| 7                                    | 30                                | William Bradley                   | Chris Lambert William Bradley     | 906                               | 2,0 l                             |
| 6-Stunden-Rennen von Watkin Glen     |                                   |                                   |                                   |                                   |                                   |
| 4                                    | 88                                | Werner Frank                      | Werner Frank Ralph Treischmann    | 906 Langheck                      | 2,0 l                             |
| 5                                    | 14                                | Robert Bailey                     | Robert Bailey Jim Locke           | 906 Langheck                      | 2,0 l                             |
| 500-km-Rennen am Österreichring      |                                   |                                   |                                   |                                   |                                   |
| 9                                    | 16                                | Bosch Racing Team                 | Helmut Marko Gerold Pankl         | 906                               | 2,0 l                             |
| 10                                   | 15                                | Peter Peter                       | Peter Peter Werner Riedl          | 906                               | 2,0 l                             |

| Europa-Bergmeisterschaft 1968 | Europa-Bergmeisterschaft 1968 | Europa-Bergmeisterschaft 1968 | Europa-Bergmeisterschaft 1968 | Europa-Bergmeisterschaft 1968 | Europa-Bergmeisterschaft 1968 |
| Rennen                        | Rennen                        | Rennen                        | Rennen                        | Rennen                        | Rennen                        |
| Pos.                          | Nr.                           | Team                          | Fahrer                        | Chassistyp                    | Motortyp                      |
| ----------------------------- | ----------------------------- | ----------------------------- | ----------------------------- | ----------------------------- | ----------------------------- |
| Bergrennen Montseny           |                               |                               |                               |                               |                               |
| 5                             | 64                            | Rudi Lins                     | Rudi Lins                     | 906                           | 2,0 l                         |
| 6                             | 63                            | Sepp Greger                   | Sepp Greger                   | 906                           | 2,0 l                         |
| 7                             | 67                            | Richard Gerin                 | Richard Gerin                 | 906                           | 2,0 l                         |
| 8                             | 65                            | Helmut Leuze                  | Helmut Leuze                  | 906                           | 2,0 l                         |
| 10                            | 66                            | Siegfried Zwimpfer            | Siegfried Zwimpfer            | 906                           | 2,0 l                         |
| 11                            | 70                            | Alain Fenckel                 | Alain Fenckel                 | 906                           | 2,0 l                         |
| Bergrennen Rossfeld           |                               |                               |                               |                               |                               |
| 3                             | 27                            | Karl von Wendt                | Karl von Wendt                | 906                           | 2,0 l                         |
| 4                             | 26                            | Rudi Lins                     | Rudi Lins                     | 906                           | 2,0 l                         |
| 5                             | 29                            | Toine Hezemans                | Toine Hezemans                | 906                           | 2,0 l                         |
| 6                             | 28                            | Reinhold Joest                | Reinhold Joest                | 906                           | 2,0 l                         |
| 7                             | 34                            | Helmut Leuze                  | Helmut Leuze                  | 906                           | 2,0 l                         |
| 10                            | 33                            | Richard Gerin                 | Richard Gerin                 | 906                           | 2,0 l                         |
| Bergrennen Trento Bondone     |                               |                               |                               |                               |                               |
| 9                             | 56                            | Sepp Greger                   | Sepp Greger                   | 906                           | 2,0 l                         |
| 14                            | 58                            | Siegfried Zwimpfer            | Siegfried Zwimpfer            | 906                           | 2,0 l                         |
| Bergrennen Cesana Sestrieres  |                               |                               |                               |                               |                               |
| 4                             | 532                           | Helmut Leuze                  | Helmut Leuze                  | 906                           | 2,0 l                         |
| 5                             | 526                           | Franco Pilone                 | Franco Pilone                 | 906                           | 2,0 l                         |
| 6                             | 520                           | Karl von Wendt                | Karl von Wendt                | 906                           | 2,0 l                         |
| 8                             | 524                           | Siegfried Zwimpfer            | Siegfried Zwimpfer            | 906                           | 2,0 l                         |
| Bergrennen Schauinsland       |                               |                               |                               |                               |                               |
| 4                             | 143                           | Helmut Leuze                  | Helmut Leuze                  | 906                           | 2,0 l                         |
| 5                             | 145                           | Hans Kühnis                   | Hans Kühnis                   | 906                           | 2,0 l                         |
| 6                             | 148                           | Sepp Greger                   | Sepp Greger                   | 906                           | 2,0 l                         |
| Bergrennen Sierra Montana     |                               |                               |                               |                               |                               |
| 4                             | 232                           | Sepp Greger                   | Sepp Greger                   | 906                           | 2,0 l                         |
| 5                             | 231                           | Hans Kühnis                   | Hans Kühnis                   | 906                           | 2,0 l                         |
| 6                             | 230                           | Helmut Leuze                  | Helmut Leuze                  | 906                           | 2,0 l                         |
| ?                             |                               | Siegfried Zwimpfer            | Siegfried Zwimpfer            | 906                           | 2,0 l                         |
| Bergrennen Gaisberg           |                               |                               |                               |                               |                               |
| 4                             | 78                            | Sepp Greger                   | Sepp Greger                   | 906                           | 2,0 l                         |
| 5                             | 79                            | Rudi Lins                     | Rudi Lins                     | 906                           | 2,0 l                         |
| 7                             | 61                            | Peter Peter                   | Peter Peter                   | 906                           | 2,0 l                         |
| Bergrennen Mont Ventoux       |                               |                               |                               |                               |                               |
| 4                             | 61                            | Sepp Greger                   | Sepp Greger                   | 906                           | 2,0 l                         |
| 5                             | 62                            | Rudi Lins                     | Rudi Lins                     | 906                           | 2,0 l                         |

| Britische Sportwagen-Meisterschaft 1968     | Britische Sportwagen-Meisterschaft 1968 | Britische Sportwagen-Meisterschaft 1968 | Britische Sportwagen-Meisterschaft 1968 | Britische Sportwagen-Meisterschaft 1968 | Britische Sportwagen-Meisterschaft 1968 |
| Rennen                                      | Rennen                                  | Rennen                                  | Rennen                                  | Rennen                                  | Rennen                                  |
| Pos.                                        | Nr.                                     | Team                                    | Fahrer                                  | Chassistyp                              | Motortyp                                |
| ------------------------------------------- | --------------------------------------- | --------------------------------------- | --------------------------------------- | --------------------------------------- | --------------------------------------- |
| 6-Stunden-Rennen von Brands Hatch           |                                         |                                         |                                         |                                         |                                         |
| 12                                          | 21                                      | William Bradley                         | Eric Liddell William Bradley            | 906                                     | 2,0 l                                   |
| 16                                          | 28                                      | Mefco Racing                            | Martin Hone John Harris John Hine       | 906                                     | 2,0 l                                   |
| 19                                          | 22                                      | Mike De Udy                             | Mário Cabral Jacques Duval              | 906                                     | 2,0 l                                   |
| 100-Meilen-Rennen von Oulton Park           |                                         |                                         |                                         |                                         |                                         |
| 5                                           |                                         | Midland Racing Partnership              | William Bradley                         | 906                                     | 2,0 l                                   |
| 6                                           |                                         | Jeff Edmonds                            | Chris Ashmore                           | 906                                     | 2,0 l                                   |
| 7                                           |                                         | Mike de Udy                             | Roy Pike                                | 906                                     | 2,0 l                                   |
| 11                                          |                                         | Mefco Racing                            | John Morris                             | 906                                     | 2,0 l                                   |
| RAC Silverstone                             |                                         |                                         |                                         |                                         |                                         |
| 5                                           |                                         | A. G. Dean (Racing)                     | Tony Dean                               | 906                                     | 2,0 l                                   |
| 7                                           |                                         | Midland Racing Partnership              | William Bradley                         | 906                                     | 2,0 l                                   |
| 9                                           |                                         | Mefco Racing                            | John Morris                             | 906                                     | 2,0 l                                   |
| 10                                          |                                         | Jeremy Delmar-Morgan                    | Jeremy Delmar-Morgan                    | 906                                     | 2,0 l                                   |
| RAC Tourist Trophy Oulton Park              |                                         |                                         |                                         |                                         |                                         |
| 5                                           |                                         | Midland Racing Partnership              | William Bradley                         | 906                                     | 2,0 l                                   |
| 6                                           |                                         | Jeff Edmonds                            | Jeff Edmonds                            | 906                                     | 2,0 l                                   |
| 7                                           |                                         | Jeremy Delmar-Morgan                    | Jeremy Delmar-Morgan                    | 906                                     | 2,0 l                                   |
| 17                                          |                                         | A. G. Dean (Racing)                     | Mike Beckwith                           | 906                                     | 2,0 l                                   |
| RAC Mallory Park                            |                                         |                                         |                                         |                                         |                                         |
| 6                                           |                                         | A. G. Dean (Racing)                     | Tony Dean                               | 906                                     | 2,0 l                                   |
| 8                                           |                                         | Midland Racing Partnership              | William Bradley                         | 906                                     | 2,0 l                                   |
| 11                                          |                                         | Mefco Racing                            | John Morris                             | 906                                     | 2,0 l                                   |
| 15                                          |                                         | Jeremy Delmar-Morgan                    | Jeremy Delmar-Morgan                    | 906                                     | 2,0 l                                   |
| Martini Trophy Silverstone                  |                                         |                                         |                                         |                                         |                                         |
| 6                                           |                                         | Midland Racing Partnership              | William Bradley                         | 906                                     | 2,0 l                                   |
| 7                                           |                                         | A. G. Dean (Racing)                     | Roy Pike                                | 906                                     | 2,0 l                                   |
| 12                                          |                                         | Jeff Edmonds                            | Chris Ashmore                           | 906                                     | 2,0 l                                   |
| 15                                          |                                         | Mike de Udy                             | Hugh Dibley                             | 906                                     | 2,0 l                                   |
| Birthday Cup Croft                          |                                         |                                         |                                         |                                         |                                         |
| 7                                           |                                         | Jeff Edmonds                            | Chris Ashmore                           | 906                                     | 2,0 l                                   |
| 8                                           |                                         | Mike de Udy                             | Terry Hunter                            | 906                                     | 2,0 l                                   |
| Speedworld International Trophy Oulton Park |                                         |                                         |                                         |                                         |                                         |
| 7                                           |                                         | Midland Racing Partnership              | William Bradley                         | 906                                     | 2,0 l                                   |
| 12                                          |                                         | Mike de Udy                             | Terry Hunter                            | 906                                     | 2,0 l                                   |
| 14                                          |                                         | Mefco Racing                            | John Morris                             | 906                                     | 2,0 l                                   |
| Guards Trophy Brands Hatch                  |                                         |                                         |                                         |                                         |                                         |
| 4                                           |                                         | Alain de Cadenet                        | Tony Dean                               | 906                                     | 2,0 l                                   |
| 13                                          |                                         | Midland Racing Partnership              | William Bradley                         | 906                                     | 2,0 l                                   |
| 18                                          |                                         | Sportscars Unlimited of Switzerland     | Richard Broström                        | 906                                     | 2,0 l                                   |

1969
| Sportwagen-Weltmeisterschaft 1969 | Sportwagen-Weltmeisterschaft 1969 | Sportwagen-Weltmeisterschaft 1969 | Sportwagen-Weltmeisterschaft 1969              | Sportwagen-Weltmeisterschaft 1969 | Sportwagen-Weltmeisterschaft 1969 |
| Rennen                            | Rennen                            | Rennen                            | Rennen                                         | Rennen                            | Rennen                            |
| Pos.                              | Nr.                               | Team                              | Fahrer                                         | Chassistyp                        | Motortyp                          |
| --------------------------------- | --------------------------------- | --------------------------------- | ---------------------------------------------- | --------------------------------- | --------------------------------- |
| 24-Stunden-Rennen von Daytona     |                                   |                                   |                                                |                                   |                                   |
| 20                                | 62                                | Rainer Brezinka                   | Rudy Bartling Fritz Hochreuter Rainer Brezinka | 906                               | 2,0 l                             |
| 12-Stunden-Rennen von Sebring     |                                   |                                   |                                                |                                   |                                   |
| 8                                 | 45                                | Smothers Bros. Racing Team        | Fred Baker Dick Smothers                       | 906 Langheck                      | 2,0 l                             |
| 11                                | 46                                | Escuderia Manana                  | Armando Capriles Alfredo Atencio               | 906 Langheck                      | 2,0 l                             |
| 37                                | 49                                | Dr. Merv Rosen                    | Merv Rosen Dave Morrell                        | 906                               | 2,0 l                             |
| 1000-km-Rennen von Monza          |                                   |                                   |                                                |                                   |                                   |
| 12                                | 57                                | Otto Stuppacher                   | Otto Stuppacher Kurt Rieder                    | 906                               | 2,0 l                             |
| 1000-km-Rennen am Nürburgring     |                                   |                                   |                                                |                                   |                                   |
| 9                                 | 71                                | Rainer Ising                      | Günter Werlich Rainer Ising                    | 906                               | 2,0 l                             |
| 13                                | 80                                | Sten Axelsson                     | Sten Axelsson Hans Laine                       | 906                               | 2,0 l                             |
| 6-Stunden-Rennen von Watkin Glen  |                                   |                                   |                                                |                                   |                                   |
| 6                                 | 12                                | Smothers Bros. Racing Team        | Fred Baker Dick Smothers                       | 906 Langheck                      | 2,0 l                             |
| 10                                | 39                                | Rainer Brezinka                   | Horst Petermann Max Beimler Rainer Brezinka    | 906                               | 2,0 l                             |
| 12                                | 68                                | Nationwide Food Brokers           | Mike Rahal Hugh Wise Tom Terrell               | 906                               | 2,0 l                             |

| Europa-Bergmeisterschaft 1969 | Europa-Bergmeisterschaft 1969 | Europa-Bergmeisterschaft 1969 | Europa-Bergmeisterschaft 1969 | Europa-Bergmeisterschaft 1969 | Europa-Bergmeisterschaft 1969 |
| Rennen                        | Rennen                        | Rennen                        | Rennen                        | Rennen                        | Rennen                        |
| Pos.                          | Nr.                           | Team                          | Fahrer                        | Chassistyp                    | Motortyp                      |
| ----------------------------- | ----------------------------- | ----------------------------- | ----------------------------- | ----------------------------- | ----------------------------- |
| Bergrennen Ollon-Villars      |                               |                               |                               |                               |                               |
| 7                             |                               | Hans Kühnis                   | Hans Kühnis                   | 906                           | 2,0 l                         |
| Bergrennen Gaisberg           |                               |                               |                               |                               |                               |
| ?                             | 87                            | Anton Fischhaber              | Anton Fischhaber              | 906                           | 2,0 l                         |
| ?                             | 84                            | Siegfried Pust                | Siegfried Pust                | 906                           | 2,0 l                         |

| Deutsche Automobil-Rundstrecken-Meisterschaft 1969 | Deutsche Automobil-Rundstrecken-Meisterschaft 1969 | Deutsche Automobil-Rundstrecken-Meisterschaft 1969 | Deutsche Automobil-Rundstrecken-Meisterschaft 1969 | Deutsche Automobil-Rundstrecken-Meisterschaft 1969 | Deutsche Automobil-Rundstrecken-Meisterschaft 1969 |
| Rennen                                             | Rennen                                             | Rennen                                             | Rennen                                             | Rennen                                             | Rennen                                             |
| Pos.                                               | Nr.                                                | Team                                               | Fahrer                                             | Chassistyp                                         | Motortyp                                           |
| -------------------------------------------------- | -------------------------------------------------- | -------------------------------------------------- | -------------------------------------------------- | -------------------------------------------------- | -------------------------------------------------- |
| DARM Nürburgring Hansapokal                        |                                                    |                                                    |                                                    |                                                    |                                                    |
| 1                                                  | 1601                                               |                                                    | Franz Pesch                                        | 906                                                | 2,0 l                                              |

| Britische Sportwagen-Meisterschaft 1969 | Britische Sportwagen-Meisterschaft 1969 | Britische Sportwagen-Meisterschaft 1969 | Britische Sportwagen-Meisterschaft 1969 | Britische Sportwagen-Meisterschaft 1969 | Britische Sportwagen-Meisterschaft 1969 |
| Rennen                                  | Rennen                                  | Rennen                                  | Rennen                                  | Rennen                                  | Rennen                                  |
| Pos.                                    | Nr.                                     | Team                                    | Fahrer                                  | Chassistyp                              | Motortyp                                |
| --------------------------------------- | --------------------------------------- | --------------------------------------- | --------------------------------------- | --------------------------------------- | --------------------------------------- |
| Guards Trophy Snetterton                |                                         |                                         |                                         |                                         |                                         |
| 5                                       | 74                                      | Nick Gold                               | Nick Gold                               | 906                                     | 2,0 l                                   |
| Embassy Trophy Thruxton                 |                                         |                                         |                                         |                                         |                                         |
| 11                                      |                                         | Nick Gold                               | Nick Gold                               | 906                                     | 2,0 l                                   |
| Martini Trophy 300 Silverstone          |                                         |                                         |                                         |                                         |                                         |
| 15                                      |                                         | John Spero                              | John Spero                              | 906                                     | 2,0 l                                   |
| RAC Tourist Trophy Oulton Park          |                                         |                                         |                                         |                                         |                                         |
| 17                                      |                                         | Richard Shardlow                        | Richard Shardlow                        | 906                                     | 2,0 l                                   |
| Wills Trophy Croft                      |                                         |                                         |                                         |                                         |                                         |
| 7                                       |                                         | Richard Shardlow                        | Richard Shardlow                        | 906                                     | 2,0 l                                   |
| Kodak Trophy Thruxton                   |                                         |                                         |                                         |                                         |                                         |
| 8                                       |                                         | Mike de Udy                             | Terry Hunter                            | 906                                     | 2,0 l                                   |

1970
| Sportwagen-Weltmeisterschaft 1970 | Sportwagen-Weltmeisterschaft 1970 | Sportwagen-Weltmeisterschaft 1970 | Sportwagen-Weltmeisterschaft 1970             | Sportwagen-Weltmeisterschaft 1970 | Sportwagen-Weltmeisterschaft 1970 |
| Rennen                            | Rennen                            | Rennen                            | Rennen                                        | Rennen                            | Rennen                            |
| Pos.                              | Nr.                               | Team                              | Fahrer                                        | Chassistyp                        | Motortyp                          |
| --------------------------------- | --------------------------------- | --------------------------------- | --------------------------------------------- | --------------------------------- | --------------------------------- |
| 24-Stunden-Rennen von Daytona     |                                   |                                   |                                               |                                   |                                   |
| 9                                 | 40                                | Gregg Loomis                      | Gregg Loomis Bert Everett                     | 906 Langheck                      | 2,0 l                             |
| 12-Stunden-Rennen von Sebring     |                                   |                                   |                                               |                                   |                                   |
| 23                                | 50                                | Nationwide Food Brokers           | Mike Rahal Hugh Wise Werner Frank             | 906                               | 2,0 l                             |
| Targa Florio                      |                                   |                                   |                                               |                                   |                                   |
| 42                                | 90                                | Scuderia Pegaso                   | Ferdinando Latteri Nino Todaro                | 906                               | 2,0 l                             |
| 1000-km-Rennen am Nürburgring     |                                   |                                   |                                               |                                   |                                   |
| 12                                | 10                                | Scuderia Auto-Neuser              | Anton Fischhaber Dieter Schmid                | 906 Spyder                        | 2,0 l                             |
| 6-Stunden-Rennen von Watkin Glen  |                                   |                                   |                                               |                                   |                                   |
| 11                                | 52                                | Dr. Merv Rosen                    | Merv Rosen Dick Jacobs                        | 906                               | 2,0 l                             |
| 12                                | 53                                | Mike Rahal                        | Hugh Wise Werner Frank                        | 906                               | 2,0 l                             |
| 15                                | 39                                | Rainer Brezinka                   | Rainer Brezinka Horst Petermann Rudy Bartling | 906                               | 2,0 l                             |
| 1000-km-Rennen am Österreichring  |                                   |                                   |                                               |                                   |                                   |
| 13                                | 32                                | Bosch Racing Team                 | Kurt Rieder Otto Stuppacher Siegfried Pust    | 906                               | 2,0 l                             |

| Europa-Bergmeisterschaft 1970 | Europa-Bergmeisterschaft 1970 | Europa-Bergmeisterschaft 1970 | Europa-Bergmeisterschaft 1970 | Europa-Bergmeisterschaft 1970 | Europa-Bergmeisterschaft 1970 |
| Rennen                        | Rennen                        | Rennen                        | Rennen                        | Rennen                        | Rennen                        |
| Pos.                          | Nr.                           | Team                          | Fahrer                        | Chassistyp                    | Motortyp                      |
| ----------------------------- | ----------------------------- | ----------------------------- | ----------------------------- | ----------------------------- | ----------------------------- |
| Bergrennen Cesana Sestrieres  |                               |                               |                               |                               |                               |
| 7                             |                               | Piero Monticone               | Piero Monticone               | 906                           | 2,0 l                         |

| Britische Sportwagen-Meisterschaft 1970 | Britische Sportwagen-Meisterschaft 1970 | Britische Sportwagen-Meisterschaft 1970 | Britische Sportwagen-Meisterschaft 1970 | Britische Sportwagen-Meisterschaft 1970 | Britische Sportwagen-Meisterschaft 1970 |
| Rennen                                  | Rennen                                  | Rennen                                  | Rennen                                  | Rennen                                  | Rennen                                  |
| Pos.                                    | Nr.                                     | Team                                    | Fahrer                                  | Chassistyp                              | Motortyp                                |
| --------------------------------------- | --------------------------------------- | --------------------------------------- | --------------------------------------- | --------------------------------------- | --------------------------------------- |
| RAC Silverstone                         |                                         |                                         |                                         |                                         |                                         |
| 20                                      |                                         | John Spero                              | John Spero                              | 906                                     | 2,0 l                                   |
| Martini Trophy Silverstone              |                                         |                                         |                                         |                                         |                                         |
| 12                                      |                                         | John Spero                              | John Spero                              | 906                                     | 2,0 l                                   |
| 14                                      |                                         | Opposite Lock Club                      | Mike Coombe                             | 906                                     | 2,0 l                                   |

1971
| Sportwagen-Weltmeisterschaft 1971 | Sportwagen-Weltmeisterschaft 1971 | Sportwagen-Weltmeisterschaft 1971 | Sportwagen-Weltmeisterschaft 1971 | Sportwagen-Weltmeisterschaft 1971 | Sportwagen-Weltmeisterschaft 1971 |
| Rennen                            | Rennen                            | Rennen                            | Rennen                            | Rennen                            | Rennen                            |
| Pos.                              | Nr.                               | Team                              | Fahrer                            | Chassistyp                        | Motortyp                          |
| --------------------------------- | --------------------------------- | --------------------------------- | --------------------------------- | --------------------------------- | --------------------------------- |
| Targa Florio                      |                                   |                                   |                                   |                                   |                                   |
| 35                                | 31                                | Scuderia Brescia Corse            | Franco Berruto Angelo Mola        | 906                               | 2,0 l                             |
| 1000-km-Rennen am Nürburgring     |                                   |                                   |                                   |                                   |                                   |
| 30                                | 74                                | Harald Link                       | Harald Link Bernd Becker          | 906                               | 2,0 l                             |
| 1000-km-Rennen am Österreichring  |                                   |                                   |                                   |                                   |                                   |
| 8                                 | 24                                | Bosch Racing Team                 | Andreas Trummer Dieter Sessitsch  | 906                               | 2,0 l                             |

## Technische Daten
Der Porsche 906 wurde 1965 bis 1966 in folgender Ausführung produziert und ab Werk eingesetzt:
| Porsche 906:               | 906 Coupé (Homologationsmodell)                                               | 906 Coupé                                                                     | 906 Langheck Coupé                                                            | 906/8 Coupé                                                                   | 906/8 Bergspyder “Ollon Villars”                                              |
| -------------------------- | ----------------------------------------------------------------------------- | ----------------------------------------------------------------------------- | ----------------------------------------------------------------------------- | ----------------------------------------------------------------------------- | ----------------------------------------------------------------------------- |
| Motor:                     | 6-Zylinder-Boxermotor (Viertakt)                                              | 6-Zylinder-Boxermotor (Viertakt)                                              | 6-Zylinder-Boxermotor (Viertakt)                                              | 8-Zylinder-Boxermotor (Viertakt)                                              | 8-Zylinder-Boxermotor (Viertakt)                                              |
| Hubraum:                   | 1991 cm³                                                                      | 1991 cm³                                                                      | 1991 cm³                                                                      | 2195 cm³                                                                      | 1981 cm³                                                                      |
| Bohrung × Hub:             | 80,0 × 66,0 mm                                                                | 80,0 × 66,0 mm                                                                | 80,0 × 66,0 mm                                                                | 80,0 × 54,6 mm                                                                | 76,0 × 54,6 mm                                                                |
| Leistung bei 1/min:        | 155 kW (210 PS) bei 8000                                                      | 162 kW (220 PS) bei 8000                                                      | 162 kW (220 PS) bei 8000                                                      | 198 kW (270 PS) bei 8600                                                      | 191 kW (260 PS) bei 8800                                                      |
| Max. Drehmoment bei 1/min: | 196 Nm bei 6000                                                               | 206 Nm bei 6400                                                               | 206 Nm bei 6400                                                               | 230 Nm bei 7000                                                               | 210 Nm bei 7100                                                               |
| Verdichtung:               | 10,3 : 1                                                                      | 10,3 : 1                                                                      | 10,3 : 1                                                                      | 10,2 : 1                                                                      | 10,5 : 1                                                                      |
| Ventilsteuerung:           | je eine obenliegende Nockenwelle, Kettensteuerung                             | je eine obenliegende Nockenwelle, Kettensteuerung                             | je eine obenliegende Nockenwelle, Kettensteuerung                             | je zwei obenliegende Nockenwellen, Königswellensteuerung                      | je zwei obenliegende Nockenwellen, Königswellensteuerung                      |
| Kühlung:                   | Luftkühlung (Gebläse)                                                         | Luftkühlung (Gebläse)                                                         | Luftkühlung (Gebläse)                                                         | Luftkühlung (Gebläse)                                                         | Luftkühlung (Gebläse)                                                         |
| Getriebe:                  | 5-Gang-Getriebe und Sperrdifferenzial; Hinterradantrieb                       | 5-Gang-Getriebe und Sperrdifferenzial; Hinterradantrieb                       | 5-Gang-Getriebe und Sperrdifferenzial; Hinterradantrieb                       | 5-Gang-Getriebe und Sperrdifferenzial; Hinterradantrieb                       | 5-Gang-Getriebe und Sperrdifferenzial; Hinterradantrieb                       |
| Bremsen:                   | Zweikreis-Scheibenbremsen                                                     | Zweikreis-Scheibenbremsen                                                     | Zweikreis-Scheibenbremsen                                                     | Zweikreis-Scheibenbremsen                                                     | Zweikreis-Scheibenbremsen                                                     |
| Radaufhängung vorn:        | Doppelquerlenker mit Stabilisator                                             | Doppelquerlenker mit Stabilisator                                             | Doppelquerlenker mit Stabilisator                                             | Doppelquerlenker mit Stabilisator                                             | Doppelquerlenker mit Stabilisator                                             |
| Radaufhängung hinten:      | schräg angestellte Querlenker mit Stabilisator und Führung durch Längsstreben | schräg angestellte Querlenker mit Stabilisator und Führung durch Längsstreben | schräg angestellte Querlenker mit Stabilisator und Führung durch Längsstreben | schräg angestellte Querlenker mit Stabilisator und Führung durch Längsstreben | schräg angestellte Querlenker mit Stabilisator und Führung durch Längsstreben |
| Federung vorn:             | Schraubenfedern mit Teleskopstoßdämpfern                                      | Schraubenfedern mit Teleskopstoßdämpfern                                      | Schraubenfedern mit Teleskopstoßdämpfern                                      | Schraubenfedern mit Teleskopstoßdämpfern                                      | Schraubenfedern mit Teleskopstoßdämpfern                                      |
| Federung hinten:           | Schraubenfedern mit Teleskopstoßdämpfern                                      | Schraubenfedern mit Teleskopstoßdämpfern                                      | Schraubenfedern mit Teleskopstoßdämpfern                                      | Schraubenfedern mit Teleskopstoßdämpfern                                      | Schraubenfedern mit Teleskopstoßdämpfern                                      |
| Karosserie:                | Kunststoffkarosserie mit Gitterrohrrahmen                                     | Kunststoffkarosserie mit Gitterrohrrahmen                                     | Kunststoffkarosserie mit Gitterrohrrahmen                                     | Kunststoffkarosserie mit Gitterrohrrahmen                                     | Kunststoffkarosserie mit Gitterrohrrahmen                                     |
| Spurweite vorn/hinten:     | 1338/1402 mm                                                                  | 1338/1402 mm                                                                  | 1338/1402 mm                                                                  | 1338/1402 mm                                                                  | 1340/1410 mm                                                                  |
| Radstand:                  | 2300 mm                                                                       | 2300 mm                                                                       | 2300 mm                                                                       | 2300 mm                                                                       | 2300 mm                                                                       |
| Reifen/Felgen:             | VA: 5.50/15.00-15 auf 7J × 15 HA: 6.00/15.00-15 auf 9J × 15                   | VA: 5.50/15.00-15 auf 7J × 15 HA: 6.00/15.00-15 auf 9J × 15                   | VA: 5.50/15.00-15 auf 7J × 15 HA: 6.00/15.00-15 auf 9J × 15                   | VA: 5.50/15.00-15 auf 7J × 15 HA: 6.00/15.00-15 auf 9J × 15                   | VA: 5.25-13 auf ?J × 13 HA: 7.00-13 auf ?J × 13                               |
| Maße L × B × H:            | 4113 × 1680 × 980 mm                                                          | 4113 × 1680 × 980 mm                                                          | 4600 × 1680 × 980 mm                                                          | 4113 × 1680 × 980 mm                                                          | 3580 × ? × ? mm                                                               |
| Leergewicht:               | 675 kg                                                                        | 675 kg                                                                        | 710 kg                                                                        |                                                                               | 488 kg                                                                        |
| Höchstgeschwindigkeit:     | 260 km/h                                                                      | 260 km/h                                                                      | 280 km/h                                                                      |                                                                               | 260 km/h                                                                      |

Die mit einem Vergaser ausgestatteten Sechszylinder-Motoren hatten mit 155 kW (210 PS) eine etwas geringere Leistung als die Sechszylinder-Motoren mit Einspritzanlage, die 162 kW (220 PS) lieferten.

## Trivia
In der Fernsehserie Miami Vice spielte in der Folge 17 Jahre alt, tot (Orig. Florence Italy) von 1986 ein Porsche 906 eine Schlüsselrolle und war an einer nächtlichen Verfolgungsjagd beteiligt.

### Porsche-Datenbank
- Porsche 906 Carrera 6 Coupé auf Porsche.com (Memento vom 4. Juni 2009 im Internet Archive)
- Porsche 906/8 Bergspyder “Ollon Villars” auf Porsche.com (Memento vom 4. Juni 2009 im Internet Archive)